# Cancún
Cancún (del maya: Kaan kuum ‘olla o nido de serpientes’) es una ciudad turística mexicana ubicada en el estado de Quintana Roo, cabecera del municipio de Benito Juárez. Es la ciudad más poblada del estado, con 888 797 habitantes según el censo del Instituto Nacional de Estadística y Geografía en 2020. Considerada un destino turístico de talla mundial, con certificación de la Organización Mundial del Turismo, el proyecto de su desarrollo inició operaciones en 1974 como Centro Integralmente Planeado, pionero de Fonatur (Fondo Nacional de Fomento al Turismo), antes conocido como Infratur.  
En pocos años, tuvo una notable transformación, ya que, de ser una isla de pescadores rodeada de selva virgen y playas desconocidas, en la actualidad es el centro turístico mexicano más reconocido en el mundo. La Organización Mundial del Turismo (OMT), a través de la Fundación OMT-Themis concedió el premio Lo Mejor de lo Mejor a la excelencia y la gobernanza al Fideicomiso de Promoción Turística de Cancún el 3 de febrero de 2007. Cancún se convirtió de esta forma en un organismo avalado por el Departamento de Educación y Gestión del Conocimiento de la OMT. Actualmente Cancún es el destino que recibe más turistas internacionales de México, junto con la Ciudad de México y la Riviera Maya. Además el Aeropuerto Internacional de Cancún es el segundo con más movimiento de pasajeros, lo que convierte a Cancún en el principal destino turístico de México. Para 2020, el número de llegadas de pasajeros internacionales fue de 8.1 millones de pasajeros (Statista, 2023).
Cancún se encuentra dividido en cinco zonas, Isla Cancún es la primera y más importante Zona Hotelera, donde se concentra la mayor parte de las playas y actividades turísticas, la Zona Urbana donde habita el grueso de la población, Puerto Juárez es la tercera zona, encontramos dos muelles principales para embarcarse y cruzar a Isla Mujeres, ubicada a tan solo 7 km frente al puerto, Franja Ejidal es una zona de asentamientos distribuidos de forma irregular en la parte norte de la ciudad, en los límites municipales de Isla Mujeres y Alfredo V. Bonfil.
En Cancún, 250.000 personas, es decir casi el 30% de la población de la ciudad, viven sin agua corriente ni sistema de tratamiento de aguas residuales, y a veces sin electricidad.

## Toponimia
Existen dos versiones sobre el origen del nombre, dependiendo de la pronunciación maya: la primera versión es «nido u olla de serpientes». La segunda hace referencia a Serpiente Dorada, esto se debe a que la isla de Cancún tiene forma de 7 y, al amanecer, aparenta una forma de serpiente dorada por el reflejo del sol.

## Símbolos

### Escudo

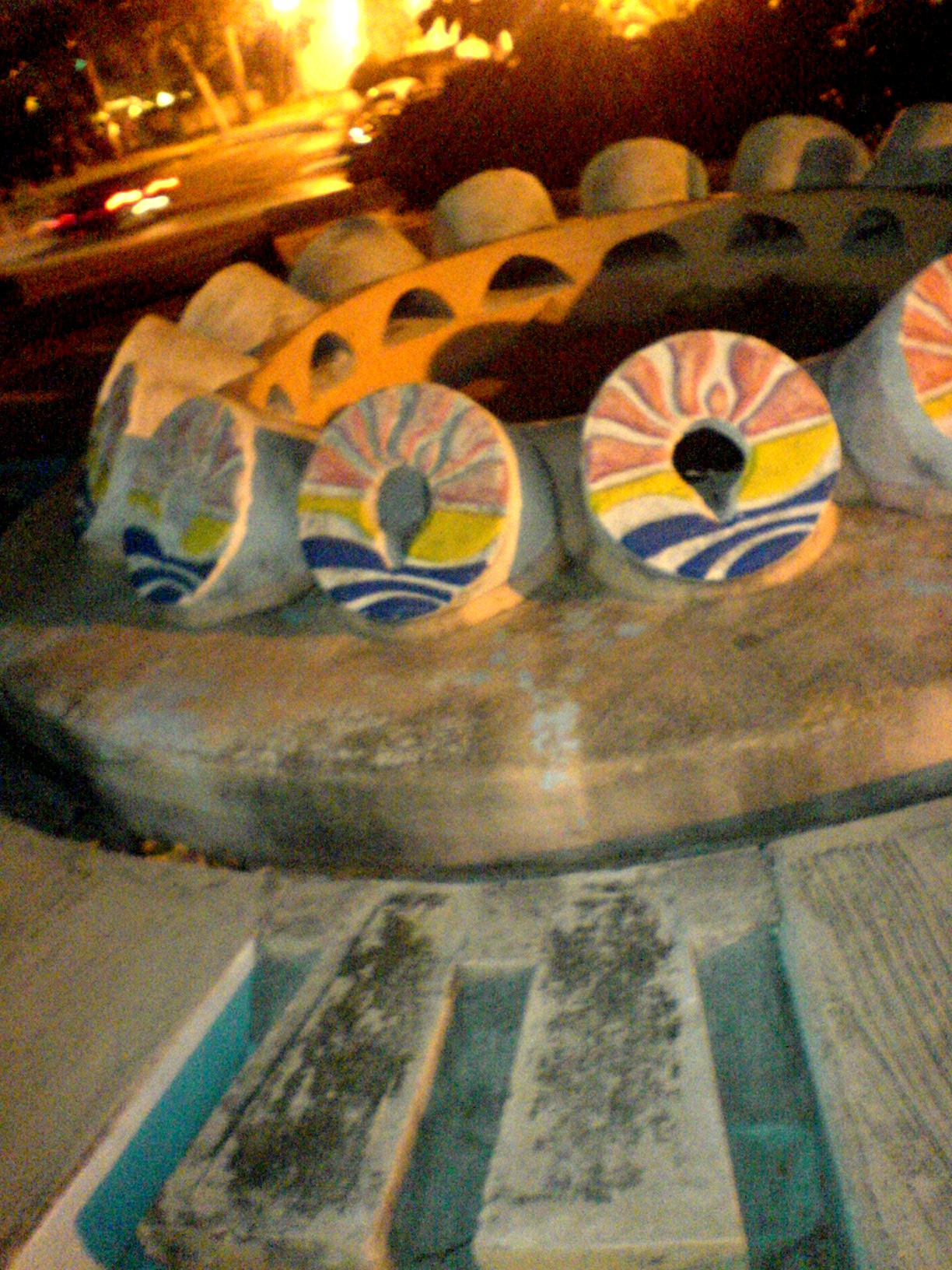
Fuente alusiva al escudo de Benito Juárez, Avs. Cobá y Náder.

Un escudo del municipio de Benito Juárez, que también representa a la ciudad de Cancún, fue creado por el diseñador gráfico californiano de origen mexicano Joe Vera, después de un concurso convocado por Fonatur. Se divide en tres partes: el color azul simboliza el mar Caribe; el amarillo, la arena, y el rojo, los rayos del Sol.

## Geografía

### Ubicación
Cuenta con una zona metropolitana (que incluye la zona continental de Isla Mujeres) de más de  934,189 habitantes (según datos de Data México y el Instituto Nacional de Estadística y Geografía). Sus coordenadas geográficas son 21°09′38″N 86°50′51″O / 21.16056, -86.84750, y su altitud va desde 1 a 8 m s. n. m., debido a una pendiente que crece de este a oeste, paralela a toda la ciudad. Se ubica a una distancia de unos 370 km de la capital del estado de Quintana Roo —Chetumal— y a 70 km de Playa del Carmen.

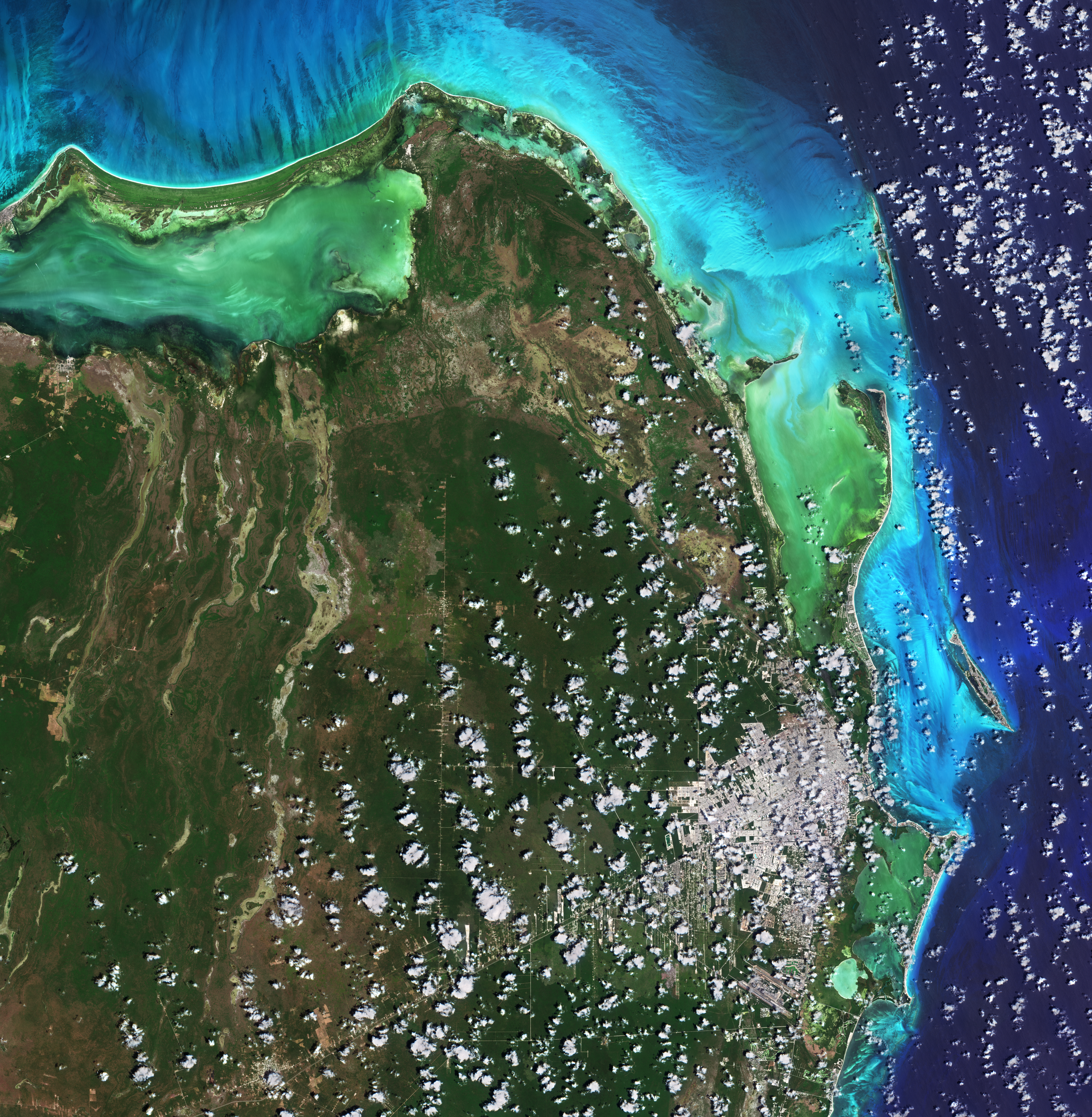
Vista satelital de Cancún de la Agencia Espacial Europea

Cancún se encuentra ubicada al noreste de la península de Yucatán, y por la costa se puede observar claramente Isla Mujeres, al norte, a 7 km de distancia, en la llamada Bahía de Mujeres, zona que cruzan diversos barcos y lanchas que transportan todo el día a los pobladores de la isla hacia la parte continental.
Fernando Martí Brito, cronista oficial de Cancún, inicialmente dividió a Cancún en tres zonas, o tres "cancunes", geográfica y socialmente hablando (datos de 1985). Actualmente, Cancún se encuentra dividido en cinco zonas principales, perfectamente identificables para el gobierno municipal y la sociedad cancunense:

Zona hotelera
La primera y más importante es la Isla Cancún o zona hotelera, donde se concentra la mayor parte de las playas y actividades turísticas por las que es reconocido este destino. Isla Cancún es una lengua de tierra en forma de 7, con una extensión de 23 km.  
La isla, que alberga la mayor parte de los hoteles y playas, además de zonas residenciales como Isla Dorada, Bay View Grand, Las Olas, el campo de golf Pok Ta Pok y la entrada a la exclusiva zona de Puerto Cancún el residencial más ambicioso e importante de la ciudad, está unida al continente por tres puentes: el puente Calinda, en el kilómetro 4; el puente de Club Med, en el km 20 y el puente Nizuc, en el km 22.  
La zona hotelera rodea en el interior del 7 al sistema lagunar Nichupté, compuesto de siete cuerpos de agua: Laguna Bojórquez, Cuenca del Norte, Cuenca Central, Cuenca Sur, Río Inglés, Del Amor, y Laguneta del Mediterráneo. 
Se puede considerar parte de la costera, franja de arena blanca que constituye las costas todo este municipio y es la principal atracción turística de la ciudad. De norte a sur encontramos playas públicas desde Puerto Juárez (Playa del Niño, o Playa Niños) hasta llegar a la Zona Hotelera, donde existen nueve playas públicas con accesos señalados a lo largo de los 22 km de la costa: del kilómetro 0 al 22: Playa las Perlas, Playa Langosta, Playa Tortugas, Playa Caracol, Playa Chac mool, Playa Marlín, Playa Ballenas, Playa Delfines y Playa Nizuc.
El acceso a la restante franja de playas a menudo es restringida por las diversas cadenas hoteleras, por lo que solo se puede acceder a otros puntos caminando sobre la misma playa desde los accesos anteriormente mencionados.

Zona urbana
La segunda es el centro de la ciudad, la zona urbana donde habita el grueso de la población cancunense y se encuentra dividido en colonias, fraccionamientos, supermanzanas o regiones, zonas regulares perfectamente delimitadas por calles y avenidas pavimentadas, que cuentan con los servicios básicos de electricidad, agua potable, servicio telefónico y saneamiento. Aquí se localizan la mayor parte de las instituciones políticas, educativas, culturales y de servicios de la ciudad.

Puerto Juárez
La tercera zona, llamada anteriormente Tamtamchen, donde se encuentran dos muelles principales para embarcarse y cruzar a Isla Mujeres, a tan sólo 7 km frente al puerto, que está dedicado en su mayor parte a la pesca. 
Puerto Juárez está subdividido en tres polígonos (áreas urbanas delimitadas por el gobierno municipal): 
La supermanzana 86, que alberga el fraccionamiento Villas Playa Blanca y llega hasta las ruinas de El Meco, justo en el límite con el municipio de Isla Mujeres. Frente a dicha demarcación se encuentra playa Del Niño, una de las 10 playas públicas de Cancún. Los otros dos polígonos, las supermanzanas 84 y 85 albergan a la mayor parte de la población, que actualmente se estima en 4.500 habitantes. En ellas habitan pescadores y algunos trabajadores, la mayoría de los cuales viven en palapas situadas a un costado de terracerías. Esa zona también deja entrever gran número de locales comerciales que tuvieron su auge hasta la década de los 80 y que hoy están completamente abandonados. Incluso, durante la década de los 80 el gobierno municipal mandó construir unas arcadas en ambos costados de la avenida principal para resaltar la imagen urbana.
Franja Ejidal
Zona de asentamientos distribuidos de forma irregular en la parte norte de la ciudad, en los límites municipales de Isla Mujeres. Lo conforman terrenos irregulares ocupados por la parte más pobre de la población, en su mayoría inmigrantes de otros estados de la república. Actualmente algunas zonas de la franja ejidal se están regularizando poco a poco con ayuda del gobierno, aunque debido al crecimiento de Cancún, cada vez se aumenta el tamaño de la zona ejidal.

Alfredo V. Bonfil
La quinta zona, es una delegación del municipio Benito Juárez, el ejido Alfredo V. Bonfil, una población que nació originalmente de colonos originarios del norte del país, con la misión de contribuir al aumento demográfico de Quintana Roo para alcanzar la categoría de estado libre y soberano en 1974. Se ubica a 8 km del centro de Cancún, sobre la carretera federal 307 que va al aeropuerto internacional y a la Riviera Maya. Actualmente se encuentra conurbada y dentro de la mancha urbana de la Zona Metropolitana de Cancún.

### Relieve y ecosistemas
Flora

La vegetación que coexiste con la ciudad o está en los alrededores (corredor Cancún-Tulum) se encuentra en las clasificaciones de selva mediana subperennifolia, selva baja perennifolia, selva baja inundable, manglar, sabana, palmar inundable y vegetación de dunas costeras. 

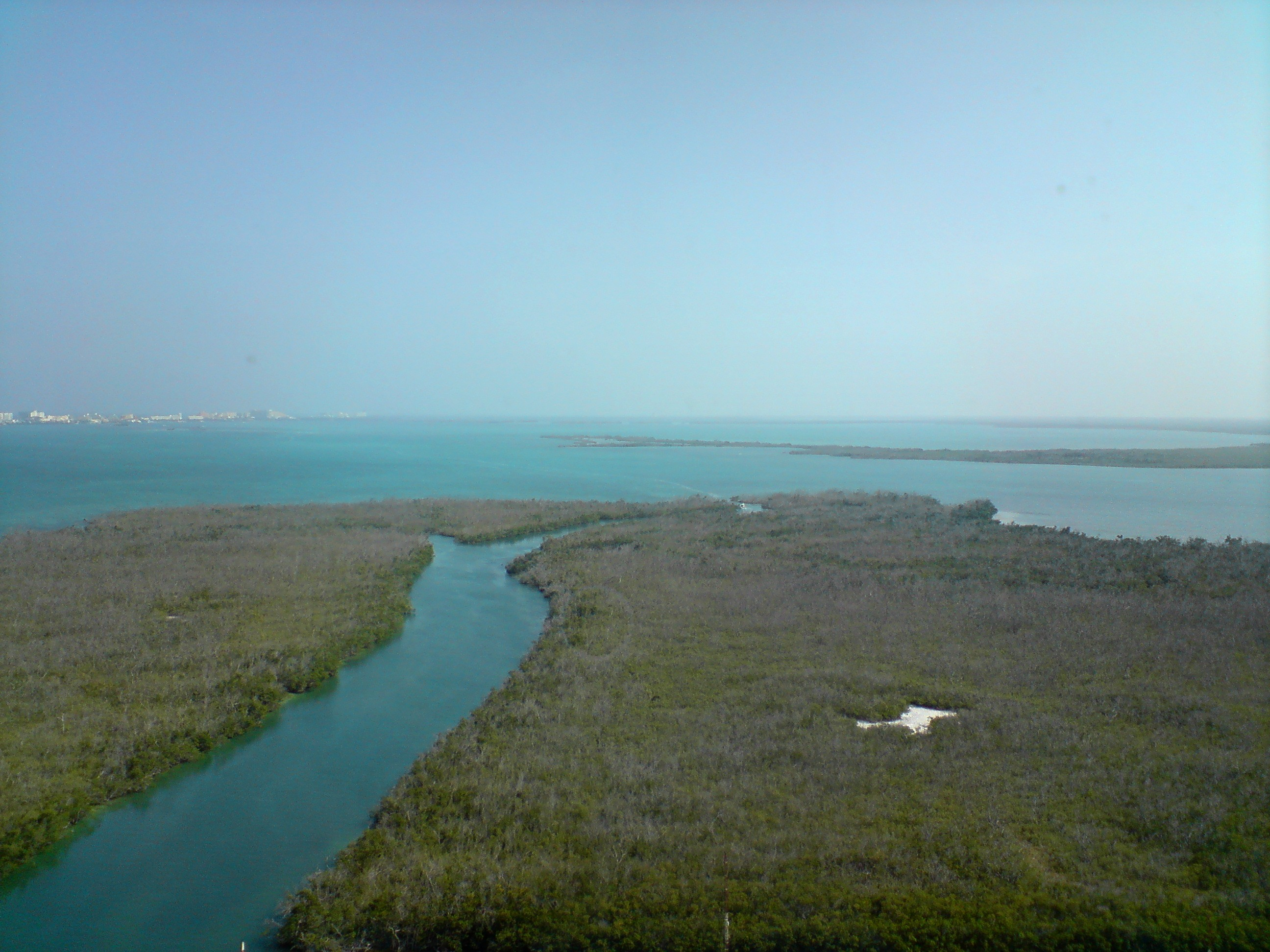
Laguna Nichupté

Especies características de la región son: la Acacia globulifera, el tasiste Acoelorrhaphe wrightii, Annona glabra, Atriplex cristata, Bactris balanoidea, el Ramón Brosimum alicastrum, Bucida buceras, chaca Bursera simaruba, Caesalpinia gaumeri, Cameraria latifolia, Capparis flexuosa, Capparis incana, Coccoloba reflexiflora, Coccoloba uvifera, la palma nakax Coccothrinax readii, Cordia sebestena, Crescentia cujete, Curatella americana, Cyperus planifolius, Dalbergia glabra, Eugenia lundellii, el palo de tinte Haematoxylum campechianum, Hampea trilobata, Hyperbaena winzerlingii, Ipomoea violacea, el chicozapote Manilkara zapota, el chechén Metopium brownei, Pouteria campechiana, Pouteria chiricana, la palma Pseudophoenix sargentii, el mangle rojo Rhizophora mangle y la palma chit Trinax radiata. En los cenotes existe flora fitoplanctónica, generalmente dominada por diatomeas.

Fauna

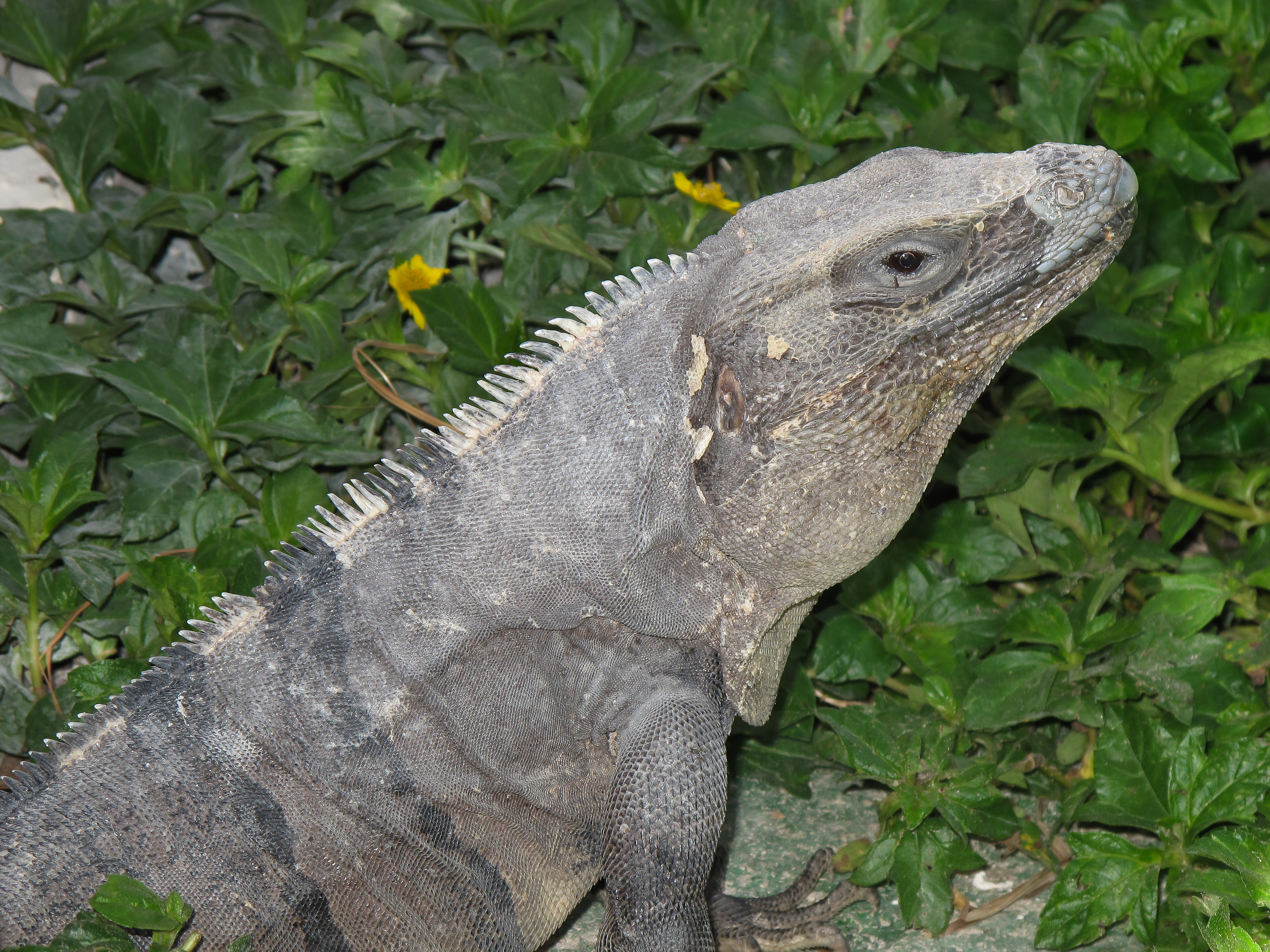
Iguana rayada, que habita en el estado de Quintana Roo.

Hay muchos órdenes de crustáceos, por ejemplo: el misidáceo Antromysis cenotensis; el anfípodo Tulumella unidens; el palemónido Creaseria morleyi; decápodos del género Typhlatya; varias especies de copépodos y de ostrácodos. Entre los peces hay diversas especies de cíclidos, varias también de poecílidos; la anguila americana Anguilla rostrata, el carácido Astyanax aeneus y el bagre Rhamdia guatemalensis. Endemismos del isópodo Bahalana mayana; de los anfípodos Bahadzia bozanici, Mayaweckelia cenoticola, Tuluweckelia cernua; del ostrácodo Danielopolina mexicana; del remípedo Speleonectes tulumensis; del termosbenáceo Tulumella unidens, los cuales habitan en cenotes y cuevas; de los peces Astyanax altior, la brótula ciega Ogilbia pearsei, la anguila Ophisternon infernale, Poecilia velifera.
Existen aves conocidas como la garceta de alas azules Anas discors, el carao Aramus guarauna, la aguililla cangrejera Buteogallus anthracinus, el hocofaisán Crax rubra, el trepatroncos alileonado Dendrocincla anabatina, la garzita alazana Egretta rufescens, el halcón palomero Falco columbarius, el gavilán zancudo Geranospiza caerulescens, el bolsero yucateco Icterus auratus, el bolsero cuculado Icterus cucullatus, el zopilote rey Sarcoramphus papa, la golondrina marina Sterna antillarum yStrix nigrolineata., además del pavo ocelado Agriocharis ocellata. La norma oficial mexicana considera el loro yucateco Amazona xantholora como especie amenazada.
En la zona de Cancún se reproducen las tortugas como la caguama Caretta caretta, la blanca Chelonia mydas, la laúd Dermochelis coriacea y el merostomado Limulus polyphemus. Todas estas especies están en peligro, al igual que los reptiles Boa constrictor, el huico rayado Cnemidophorus cozumela, el garrobo Ctenosaura similis, la iguana verde Iguana iguana, el casquito Kinosternon scorpioides, la mojina Rhinoclemmys areolata, la jicotea Trachemys scripta;  y entre mamíferos el mono aullador Alouatta pigra, el mono araña Ateles geoffroyi, el grisón Galictis vittata, el oso hormiguero Tamandua mexicana y el manatí Trichechus manatus.

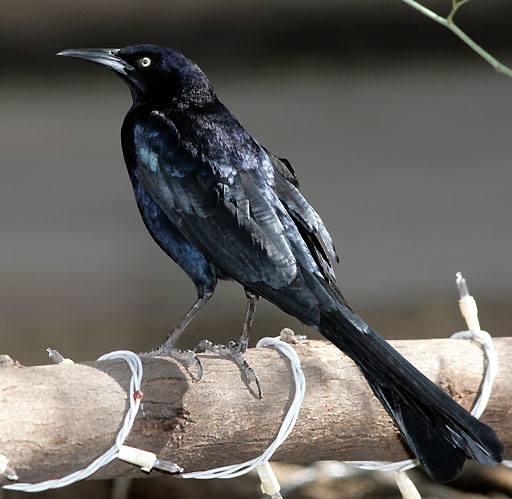
El zanate mexicano, huésped permanente de Cancún.

Un dato interesante es el caso del ave Quiscalus mexicanus, conocido como zanate, pich o cau. Este pájaro de color negro, se ha convertido en una plaga en toda la ciudad debido a su gran adaptabilidad y hábitos. En contacto estrecho con el hombre, el quiscal se ha apropiado de numerosas áreas para su anidación, y es común ver volar decenas de parvadas de cau al crepúsculo y escuchar a lo largo de toda la avenida Tulum (e incluso en el aeropuerto internacional) sus estridentes cantos antes de dormirse sobre los árboles de los camellones.
También se encuentran animales como el venado de cola blanca —en peligro de extinción—, tapir, tepezcuintle y boa, entre otros.

### Clima

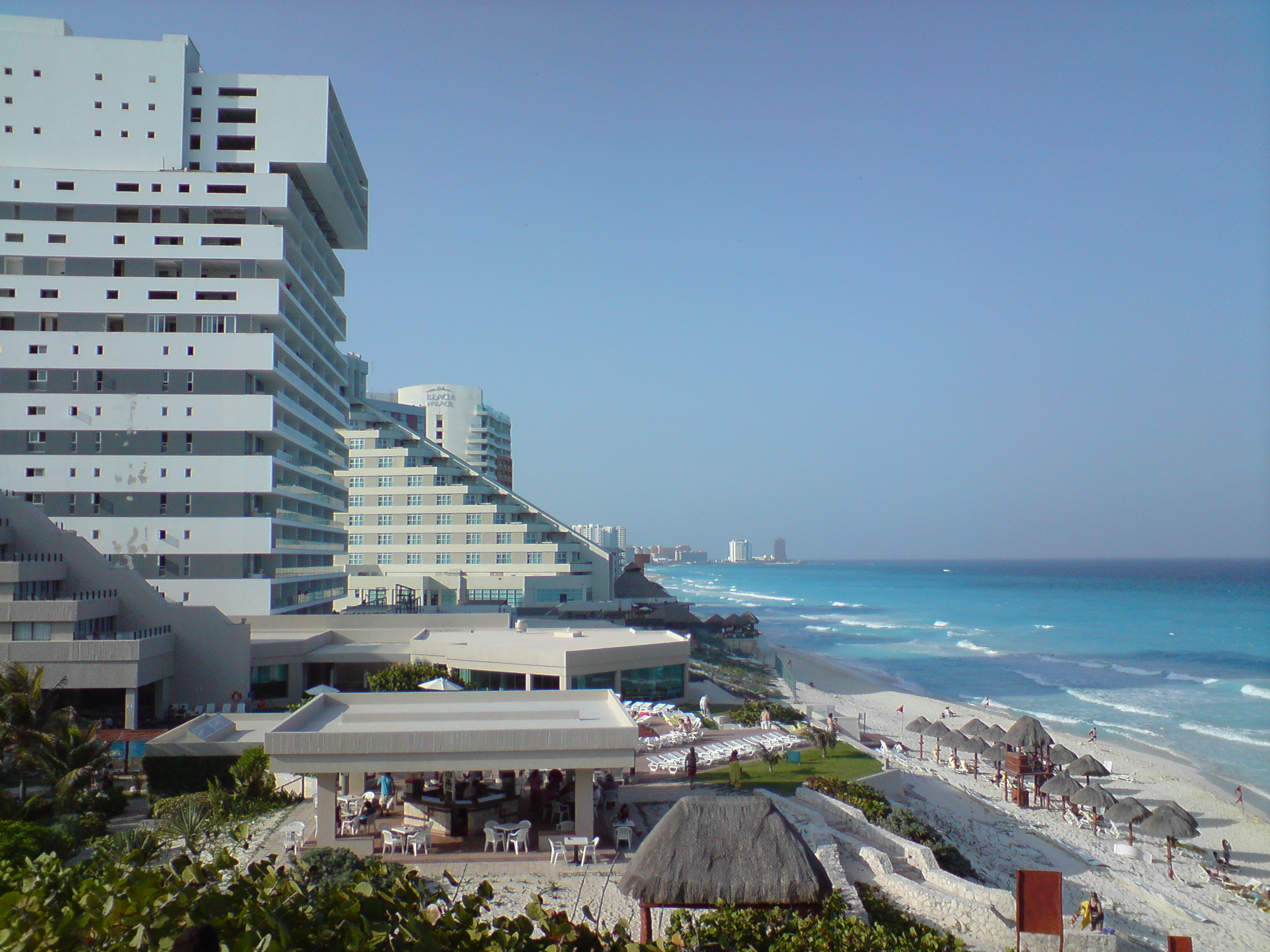
Playas de Cancún.

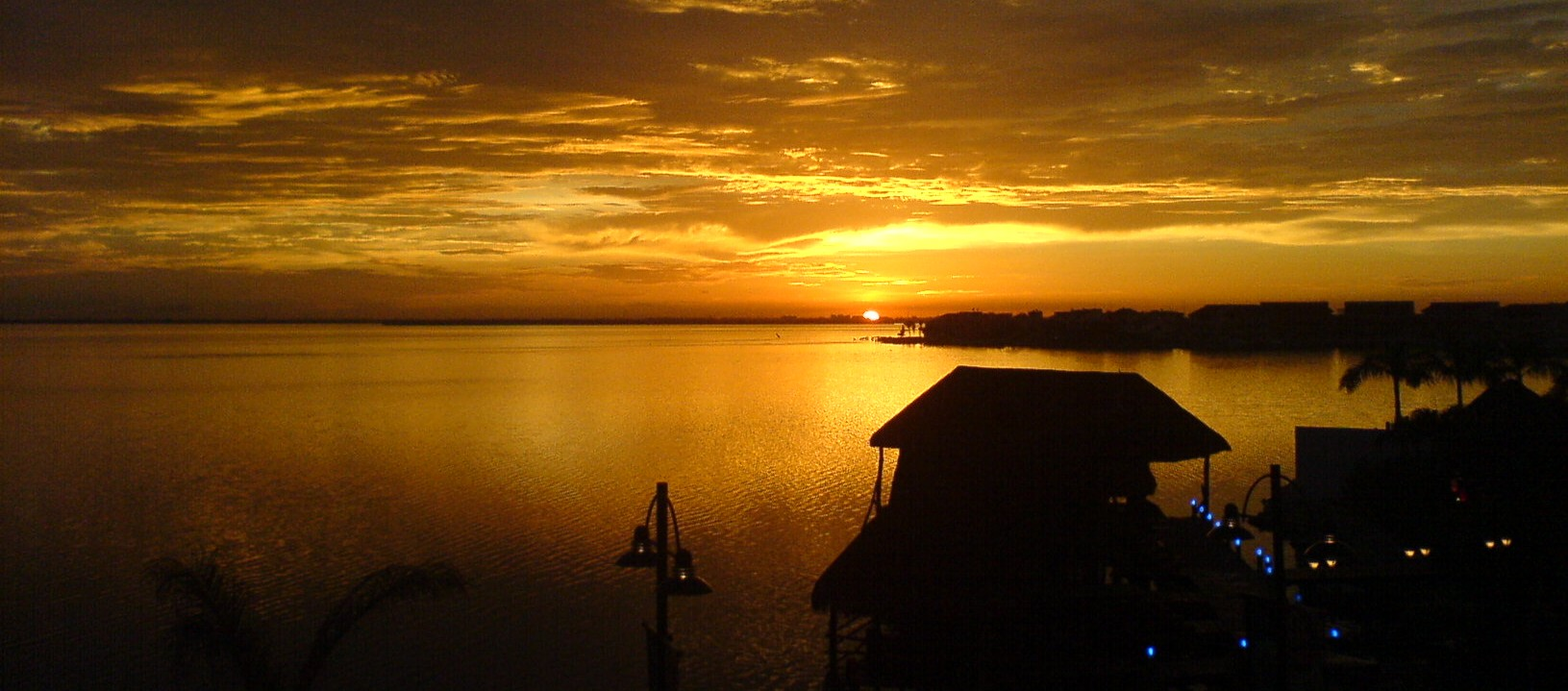
Ocaso sobre la laguna Nichupté.

Cancún está situado en la costa oriental del continente, por lo que recibe la influencia de corrientes marinas calientes, principalmente la corriente del golfo de México, que propicia un clima cálido y lluvioso. El clima predominante del municipio Benito Juárez se incluye dentro del grupo A, del tipo Aw, que es cálido subhúmedo, con lluvias todo el año, aunque más abundantes en verano.

La temperatura media anual oscila entre 25.5 °C. El total anual de las lluvias oscila entre los 1000 y 1300 milímetros. Predominan los vientos del este y sureste; durante el verano la zona se ve afectada por tormentas tropicales y ciclones. La temporada de huracanes comienza a mediados de junio; los meses más afectados son septiembre y octubre.
| Parámetros climáticos promedio de Cancún (Aeropuerto Internacional de Cancún: MMUN) | Parámetros climáticos promedio de Cancún (Aeropuerto Internacional de Cancún: MMUN) | Parámetros climáticos promedio de Cancún (Aeropuerto Internacional de Cancún: MMUN) | Parámetros climáticos promedio de Cancún (Aeropuerto Internacional de Cancún: MMUN) | Parámetros climáticos promedio de Cancún (Aeropuerto Internacional de Cancún: MMUN) | Parámetros climáticos promedio de Cancún (Aeropuerto Internacional de Cancún: MMUN) | Parámetros climáticos promedio de Cancún (Aeropuerto Internacional de Cancún: MMUN) | Parámetros climáticos promedio de Cancún (Aeropuerto Internacional de Cancún: MMUN) | Parámetros climáticos promedio de Cancún (Aeropuerto Internacional de Cancún: MMUN) | Parámetros climáticos promedio de Cancún (Aeropuerto Internacional de Cancún: MMUN) | Parámetros climáticos promedio de Cancún (Aeropuerto Internacional de Cancún: MMUN) | Parámetros climáticos promedio de Cancún (Aeropuerto Internacional de Cancún: MMUN) | Parámetros climáticos promedio de Cancún (Aeropuerto Internacional de Cancún: MMUN) | Parámetros climáticos promedio de Cancún (Aeropuerto Internacional de Cancún: MMUN) |
| Mes                                                                                 | Ene.                                                                                | Feb.                                                                                | Mar.                                                                                | Abr.                                                                                | May.                                                                                | Jun.                                                                                | Jul.                                                                                | Ago.                                                                                | Sep.                                                                                | Oct.                                                                                | Nov.                                                                                | Dic.                                                                                | Anual                                                                               |
| ----------------------------------------------------------------------------------- | ----------------------------------------------------------------------------------- | ----------------------------------------------------------------------------------- | ----------------------------------------------------------------------------------- | ----------------------------------------------------------------------------------- | ----------------------------------------------------------------------------------- | ----------------------------------------------------------------------------------- | ----------------------------------------------------------------------------------- | ----------------------------------------------------------------------------------- | ----------------------------------------------------------------------------------- | ----------------------------------------------------------------------------------- | ----------------------------------------------------------------------------------- | ----------------------------------------------------------------------------------- | ----------------------------------------------------------------------------------- |
| Temp. máx. abs. (°C)                                                                | 33.0                                                                                | 38.0                                                                                | 39.0                                                                                | 38.0                                                                                | 39.0                                                                                | 39.0                                                                                | 39.0                                                                                | 41.5                                                                                | 38.5                                                                                | 38.0                                                                                | 37.0                                                                                | 33.5                                                                                | 41.5                                                                                |
| Temp. máx. media (°C)                                                               | 28.3                                                                                | 29.4                                                                                | 30.7                                                                                | 32.2                                                                                | 33.5                                                                                | 33.7                                                                                | 34.3                                                                                | 34.8                                                                                | 33.7                                                                                | 31.6                                                                                | 29.8                                                                                | 28.6                                                                                | 31.7                                                                                |
| Temp. media (°C)                                                                    | 24.0                                                                                | 24.8                                                                                | 25.8                                                                                | 27.4                                                                                | 28.7                                                                                | 29.2                                                                                | 29.5                                                                                | 29.7                                                                                | 29.0                                                                                | 27.4                                                                                | 25.8                                                                                | 24.6                                                                                | 27.2                                                                                |
| Temp. mín. media (°C)                                                               | 19.8                                                                                | 20.3                                                                                | 21.0                                                                                | 22.6                                                                                | 23.9                                                                                | 24.7                                                                                | 24.8                                                                                | 24.6                                                                                | 24.3                                                                                | 23.3                                                                                | 21.9                                                                                | 20.5                                                                                | 22.6                                                                                |
| Temp. mín. abs. (°C)                                                                | 13.0                                                                                | 12.0                                                                                | 9.5                                                                                 | 14.0                                                                                | 18.0                                                                                | 20.5                                                                                | 21.0                                                                                | 20.0                                                                                | 19.0                                                                                | 15.0                                                                                | 12.0                                                                                | 12.0                                                                                | 9.5                                                                                 |
| Lluvias (mm)                                                                        | 104.6                                                                               | 49.5                                                                                | 44.1                                                                                | 41.2                                                                                | 86.9                                                                                | 138.3                                                                               | 77.9                                                                                | 87.5                                                                                | 181.9                                                                               | 271.9                                                                               | 130.3                                                                               | 86.1                                                                                | 1300.2                                                                              |
| Días de lluvias (≥ 0.1 mm)                                                          | 9.4                                                                                 | 5.9                                                                                 | 5.0                                                                                 | 4.1                                                                                 | 6.7                                                                                 | 11.0                                                                                | 9.3                                                                                 | 9.7                                                                                 | 14.0                                                                                | 16.4                                                                                | 11.4                                                                                | 9.8                                                                                 | 112.7                                                                               |
| Fuente: Servicio Meteorológico Nacional (1951–2010)                                 |                                                                                     |                                                                                     |                                                                                     |                                                                                     |                                                                                     |                                                                                     |                                                                                     |                                                                                     |                                                                                     |                                                                                     |                                                                                     |                                                                                     |                                                                                     |

## Demografía
Cancún es una ciudad cosmopolita. Su reciente creación y desarrollo ha provocado hasta hoy una mezcla de habitantes de diversas culturas, regiones, estados de México y otros países del mundo, debido a las numerosas ofertas de trabajo que presenta en los espacios turísticos. Sin embargo, debido a la región en la que se encuentra, es identificada mucho con el folclore, gastronomía y costumbres del vecino estado de Yucatán, y la cultura maya.  

Sumando a la mezcla de culturas de diferentes países en una misma ciudad, ha hecho que esta ciudad sea considerada, multicultural. Tiene una fuerte influencia de países  como: Cuba, Puerto Rico, China, Japón, Corea, España, Italia, Alemania, Estados Unidos, así como, de países latinos y africanos, por mencionar algunos. 

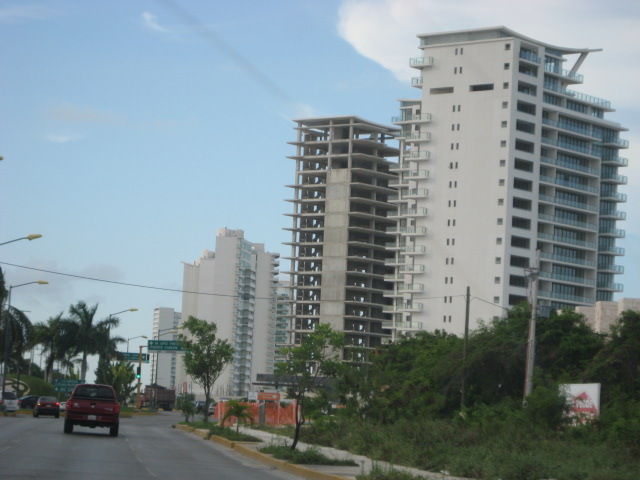
Edificios en construcción

Esto, también ha llevado a la ciudad a tener una gastronomía muy variada y diversa, como se ha mencionado con anterioridad, por las diferentes culturas que radican en esta ciudad, y eso se puede ver en las calles, avenidas y rincones de Cancún. 

### Población
Según los censos y conteos del INEGI la ciudad ha tenido un gran crecimiento poblacional desde su creación en 1970, debido a la gran actividad turística. Actualmente Cancún cuenta con 888 797 habitantes según el último censo oficial del Instituto Nacional de Estadística y Geografía en 2020, lo que la convierte en la ciudad más poblada de Quintana Roo y la 13.ª más poblada de México mientras que su zona metropolitana es la 22.ª más poblada de México al contar con 934 139 habitantes.
| Gráfica de evolución demográfica de Cancún entre 1980 y 2020                                                |
| |
| Población de los censos y conteos del Instituto Nacional de Estadística y Geografía (INEGI) de 1900 a 2020. |

### Religión
Quintana Roo es un estado muy joven que debido a la diversidad cultural que existe en la región tiene también diversidad de religiones. Según el último censo de 2010 realizado por el INEGI, se obtuvieron los siguientes resultados dentro del municipio de Benito Juárez:
- Católicos: 419.356

- Protestantes y evangélicos: 93.415 agrupados de la siguiente manera:
  - Históricas (presbiterianos, bautistas y metodistas): 10.639
  - Pentecosteses y Neopentecostales: 21.478
  - Otras Evangélicas (Iglesia de Dios, sabáticos, iglesias de Cristo, restauradas, etc.): 60.629

- Bíblicas diferentes de Evangélicas: 29.562 agrupados de la siguiente manera:
  - Adventistas del Séptimo Día: 9.170
  - Iglesia de Jesucristo de los Santos de los Últimos Días (comúnmente conocidos como Mormones): 3.415
  - Testigos de Jehová: 16.919
  - Iglesia del Dios Vivo, Columna y Apoyo de la Verdad, la Luz del Mundo: 669
- Judaica: 446
- Otras religiones: 757
- Sin religión: 86.644
- No especificado: 30.996

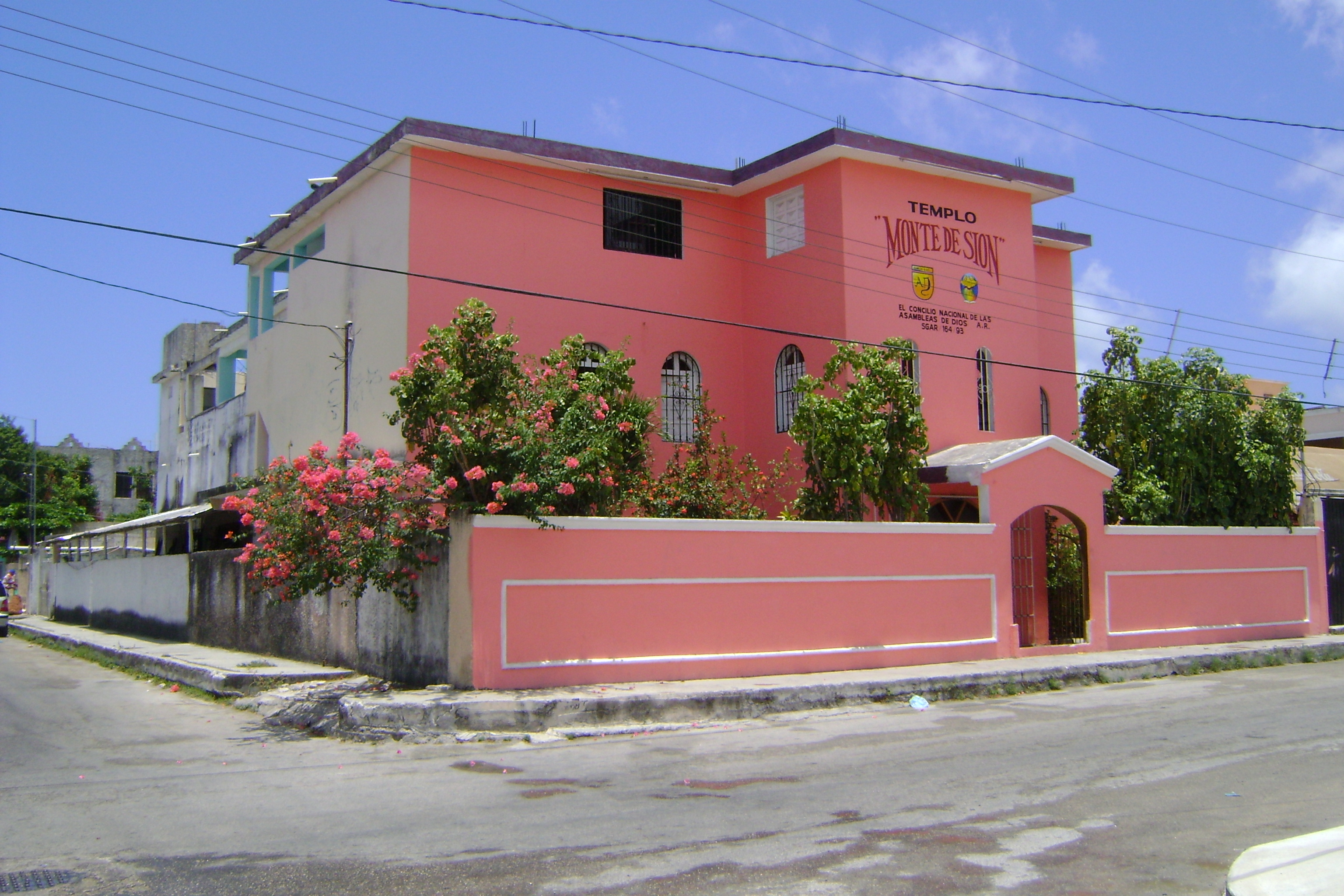
Primera iglesia pentecostal de Cancún.

Cancún es la ciudad en donde se concentran las principales religiones del municipio. Después de la Iglesia católica, las Iglesias pentecostales son las que están adquiriendo mayor crecimiento.
La primera iglesia católica establecida en la ciudad de Cancún fue la iglesia de Guadalupe o parroquia de Guadalupe establecida en la supermanzana 63, la cual estaba hecha de huano, sin embargo, la primera iglesia católica de la cual se tomó el acuerdo de realizar las construcciones correspondientes fue la iglesia católica de Cristo Rey, ubicada en el parque de Las Palapas en la supermanzana 22, en 1974.
En cuanto al ámbito protestante, su primera iglesia fue la Iglesia Nacional Presbiteriana Puerta del Cielo (Iglesia de Cancún), ubicada entre las calles Crisantemos y Claveles, cerca de la av. Tulum y seguidamente se formó la primera Iglesia Pentecostal Templo Monte de Sion de las Asambleas de Dios en la supermanzana 69 antes llamada Colonia Puerto Juárez, ambas en 1972.

## Historia

### Época prehispánica
Durante el periodo clásico y el período posclásico mesoamericano, los mayas mantuvieron una red comercial desde la Laguna de Términos hasta Honduras. Para esta actividad establecieron rutas marítimas cuyas trayectorias recorrían toda la costa del actual estado de Quintana Roo. Por ello realizaron construcciones junto al mar para efectuar intercambios comerciales, así como para vigilar y ayudar la navegación.

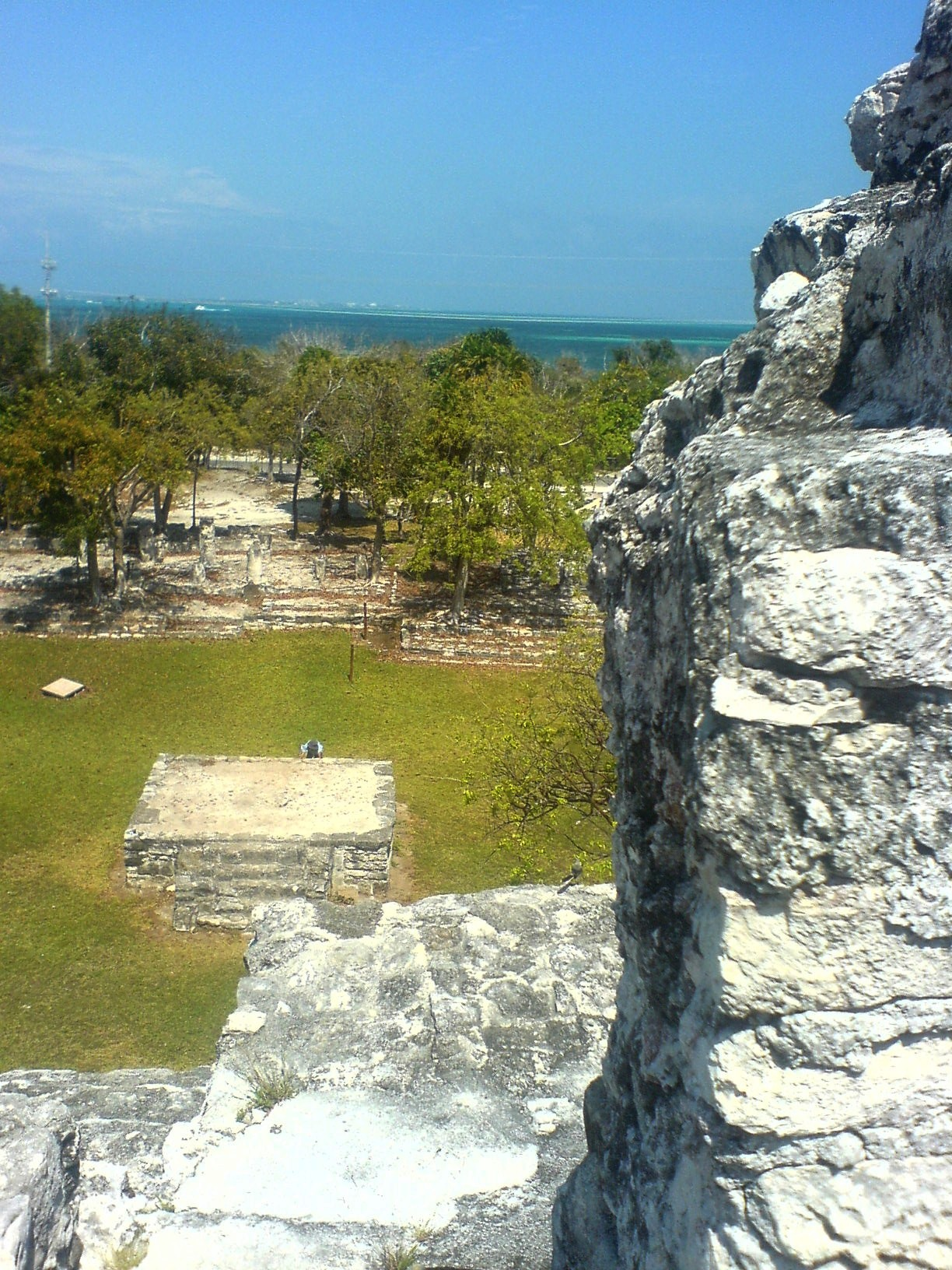
Desde lo alto del edificio "El castillo" de la zona arqueológica El Meco, puede dominarse la vista de la bahía de Mujeres.

De acuerdo a los estudios arqueológicos, El Meco y Yamil Lu'um y El Rey fueron puntos habitados hasta el siglo XVI. En las crónicas de Indias se describe una localidad con el nombre de Belma. Es probable que esta localidad corresponda al punto conocido actualmente con el nombre de El Meco.

### Antecedentes a la construcción de la ciudad
La zona que ahora comprende Cancún e Isla Mujeres fue explorada por Francisco Hernández de Córdoba en 1517, pero la historia de la ciudad, propiamente dicha, es el resultado del sueño de un grupo de banqueros que supo encontrar un punto geográfico donde se explotaría el turismo, convirtiendo su sueño en una realidad de niveles internacionales.
La primera referencia geográfica de isla Cancún o Cancuen de la cual tenemos noticias es sobre la base de un mapa elaborado por el cartógrafo Juan de Dios González en el año de 1776. Durante el siglo XIX y en el año de 1841, el capitán Richard Owen Smith, en un recorrido por el Caribe y América Central indica en sus notas de bitácora la existencia de edificios prehispánicos en los extremos norte y sur de la isla. Se deduce que los sitios en cuestión son El Rey, Yamil Lu'um y El Meco.
El estadounidense John Lloyd Stephens y el británico Frederick Catherwood describieron en 1842, aunque muy someramente, la existencia de dos edificios situados en Punta Kancum. Probablemente se referían a los templos que se encuentran asentados en Yamil Lu'um, en la Zona Hotelera.

... Por la tarde hicimos rumbo hacia tierra firme, pasando por la isla de Kancum, que es una faja de tierra cubierta de médanos y de algunos edificios de piedra que aún se ven. Toda esta costa esta cubierta de arrecifes de rocas con uno u otro estrecho canal, que permite paso a las canoas, para entrar a buscar abrigo, pero de noche es muy peligroso pretenderlo. Nosotros teníamos muy buen viento, mas como el punto próximo se hallaba todavía a bastante distancia, el patrón (capitán) determinó anclar a las cuatro de la tarde a sotavento de la Punta Nizuc....
Incidentes del viaje a Yucatán, John L. Stephens (1843)

Esta visita ocurrió durante la época de la primera separación de la República de Yucatán, por la noche los expedicionarios fueron atacados por enjambres de mosquitos, motivo por el cual fondearon la embarcación a alguna distancia de la costa para poder dormir.
Alice y Augustus Le Plongeon visitaron la isla en 1877 y 1878 y mencionaron la existencia de un sitio al que llaman Ciudad Nizucte en el extremo sur, posiblemente el actual sitio de El Rey, pues en los alrededores de Punta Nizuc, hasta el momento no se han hallado vestigios de algún asentamiento prehispánico. Después, en 1895 el estadounidense William H. Holmes llegó a la isla con la expedición Allison V. Armour y mencionó sin localizar, la existencia de numerosos edificios de idéntica apariencia a los que hay en islas vecinas y en el continente, probablemente identificando los mismos sitios: El Meco, Yamil Lu'um y El Rey.

### La encomienda: encontrar el paraíso (década de 1960)

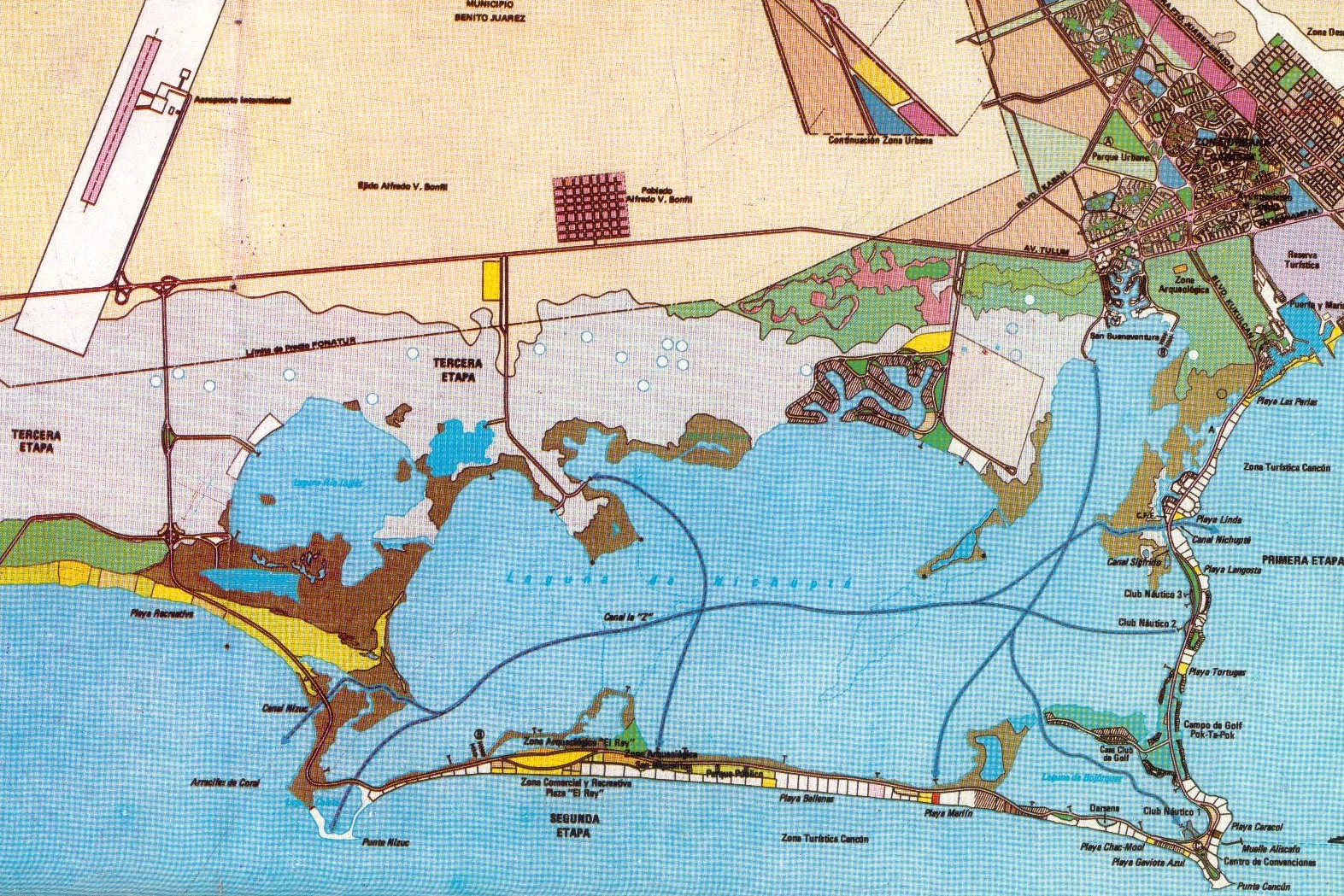
Plan Maestro de Infratur.

En 1967, Antonio Enríquez Savignac entregó los resultados, y fueron sorprendentes: el turismo crecía con mayor rapidez respecto a las exportaciones, uno de los principales motores de la economía nacional. Y en contraste con el resto del mundo, en México existían dos organismos rectores del turismo: el Departamento y el Consejo de Turismo, ambos dependientes y monopolizados por el Gobierno Federal, y sus actividades se centraban básicamente en Acapulco, única joya turística explotada como tal.
Así, Enríquez Savignac, acompañado de Pedro Dondé Escalante, se dio a la tarea de buscar por todo el litoral de México zonas potenciales para su explotación como destino de playa, en avión, lancha, durmiendo en casas de campaña en jornadas de varias semanas, y por otro lado encerrándose en una oficina, elaborando matrices y cuadros estadísticos.
Hacia finales de 1968, los técnicos del Banco de México habían seleccionado seis puntos ideales para albergar nuevos destinos turísticos. Todos presentaban problemas de difícil acceso vía terrestre, y se encontraban semivírgenes. Dos estaban situados en el entonces territorio federal de Baja California Sur: el corredor de los Cabos y Loreto. Otros dos sitios estaban en el estado de Oaxaca: Puerto Escondido y Huatulco, que era el proyecto preferido de los banqueros. Un quinto punto se encontraba en el estado de Guerrero: Ixtapa. Para esas fechas, sin embargo, el corazón de los banqueros estaba en otra parte. Una finísima lengua de tierra con forma de 7, prendida como un bivalvo a la costa oriental de Quintana Roo, había seducido al grupo. Técnicamente se trataba de una isla, puesto que dos estrechos canales la separaban del continente, alojándose en el hueco interior del 7 una serie de lagunas salobres, alimentadas tanto por el mar como por una cantidad incontable de cenotes. La isla en cuestión se llamaba Cancún, Kankún o Kan Kun y había pasado todas las pruebas. La calidad de sus playas —y de la arena— era extraordinaria. La temperatura del agua era templada y tendía a ser estable. La lejanía de tierra firme, gracias a las lagunas, permitiría controlar con facilidad la fauna nociva. Y dadas las características topográficas, los hoteles podrían irse alineando uno tras otro, todos frente a la playa. Cabe señalar que sobre la costa oriental del estado de Quintana Roo, que corre desde cabo Catoche hasta la capital Chetumal, no existía nada digno de mención. El primer asentamiento costero era Puerto Juárez, una diminuta subdelegación política de Isla Mujeres que contaba con 117 habitantes. En ese entonces, Cancún contaba con escasos habitantes: Emilio Maldonado y su familia, Antonio B. Hernández (Cachito) y Gabriel Garrido (Gabuch), cuidadores de cocales, viviendo apartados del resto del mundo, sobreviviendo de la pesca y la recolección. Hoy en día son reconocidos oficialmente como los primeros habitantes originales de la ciudad.
En la Ciudad de México, Rodrigo Gómez aprobó el proyecto y se lo mostró a Antonio Ortiz Mena, secretario de Hacienda. Este, a su vez, dio el visto bueno y se lo presentó al presidente Gustavo Díaz Ordaz. A principios de 1969, Cancún tenía ya el beneplácito presidencial para ser erigido.

### Fundación y desarrollo. El plan maestro
Los arquitectos Enrique y Agustín Landa Verdugo, con la colaboración del arquitecto Javier Solórzano fueron los urbanistas que imaginaron lo que habría de ser la traza urbana de Cancún. Concibieron el proyecto a partir de dos áreas: la zona hotelera, en la isla, y la ciudad de servicios en tierra firme, conformada por un conjunto de megamanzanas habitacionales con espacios públicos al centro y comercios y otros servicios en la periferia.
La mayor parte de 1969, Savignac, junto con el abogado Carlos Náder y el economista Rubén «el Negro» Zaldívar, se encargaron de buscar a los propietarios de todos los terrenos de Isla Cancún. Como dato curioso, Náder se hizo pasar por hacendado, interesado en comprar Cancún a título personal, para que los diferentes dueños de los terrenos lo cedieran al Banco de México y se empezara la construcción. Dio resultado, pero en 1970, falleció en un accidente aéreo sobre Bacalar. Una céntrica calle lleva su nombre.
Un impulso importante fue el de Javier Rojo Gómez, quien como gobernador del todavía territorio federal de Quintana Roo apoyó el inicio de Cancún y el primer campamento se instaló en enero de 1970. No hubo primera piedra, aunque por los meses de febrero y marzo de 1970 se hizo lo posible por desmontar los terrenos que hoy serían el centro de la ciudad. Sin embargo, la fecha de fundación de Cancún está estipulada en el Diario Oficial de la Federación, a través del decreto del 10 de agosto de 1971. Por confusión popular, se toma la fecha de creación como el 20 de abril de 1970 por la Asociación de Pioneros, y se popularizó como la fecha en que se iniciaron los trabajos con las máquinas, como lo describe el decreto mencionado (los aniversarios de Cancún siguen tomando erróneamente el 1 de abril como fecha oficial). La construcción de la primera casa particular se le atribuye a Rafael Lara y Lara, primero quien se estableció con toda su familia en el área de construcción de la nueva ciudad.
Como parte del plan maestro, se tuvo que engrosar la Isla Cancún hasta un mínimo de 250 a 300 metros, para que cupieran los grandes hoteles y se pudiera instalar lo que hoy se conoce como el campo de golf Pok Ta Pok. No faltaron los tropiezos, pues el proyecto Cancún estuvo detenido por el presidente Luis Echeverría, que al principio no consideró viable su construcción, pero después de ser asesorado por Alberto Bojorquez y consultar con el entonces gobernador del territorio David Gustavo Gutiérrez Ruiz (sucesor de Rojo Gómez), en septiembre de 1971 se dio el banderazo de salida, al ser aprobados los créditos del Banco Interamericano de Desarrollo (BID) a la Secretaría de Hacienda.
Como dato curioso, en 1973, el entonces subdirector de Infratur, Sigfrido Paz Paredes, desesperado por el hedor que desprendían las miasmas de la laguna, autorizó sin más la construcción de un canal marino de conexión. Los contratos con Hacienda preveían la existencia de esa vía de agua, pero su construcción había supeditado a la entrega, por parte de los científicos de la UNAM, tachándolo en su momento de caro y desequilibrante ambiental. Pero Paz Paredes corrió con suerte: su improvisado conducto funcionó tan bien que hoy en día es conocido como Canal Sigfrido, y se localiza a un costado del Puente Calinda.

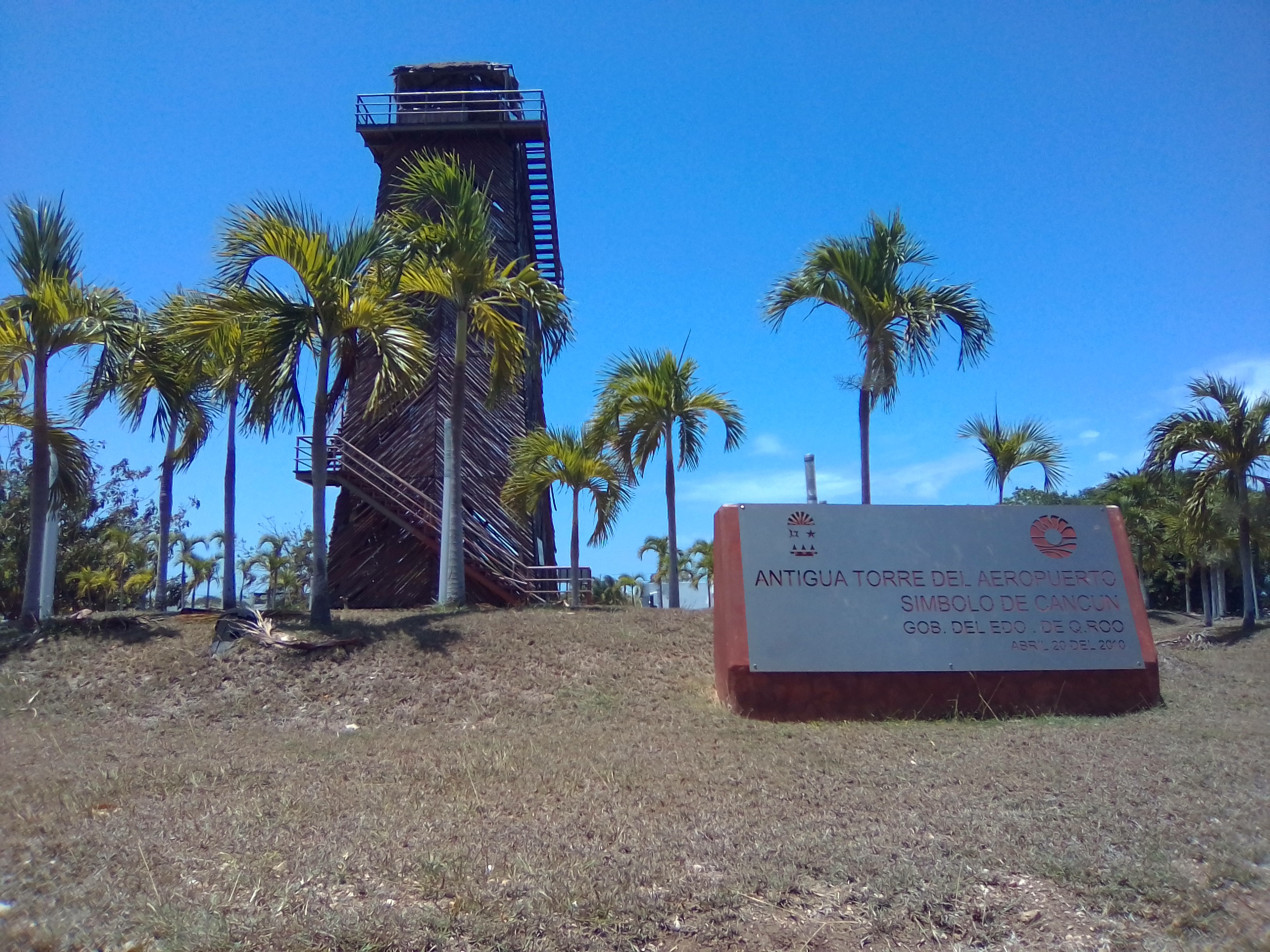
Antigua Torre de Control

Otro dato curioso: Cancún empezó sus operaciones aéreas en una pista rudimentaria, funcionando con una torre de control hecha a base de troncos de zapote, palos y palma que funcionó hasta 1973. (En su memoria hay una réplica en la entrada de la ciudad, cerca de su ubicación original). Crecencio Ballesteros, principal accionista y en ese entonces presidente de Mexicana de Aviación, dijo alguna vez, escéptico, mirando el precario aeropuerto inicial: «perdónenme que diga esto, pero creo que aquí nunca va a aterrizar un jet de Mexicana». Una vez construido el nuevo aeropuerto, que se localiza actualmente a 20 km del centro de Cancún, en 1976, un jet comercial aterrizó por error en la avenida Kabah, la que antes funcionaba como pista del primer aeropuerto, causando confusión y sorpresa entre los habitantes, pues esa avenida ya estaba en pleno funcionamiento urbano.

### Reunión Internacional sobre Cooperación y Desarrollo
Una parte importante en la historia de Cancún fue su protagonismo por ser la ciudad sede de la Reunión Internacional sobre Cooperación y Desarrollo, también llamada Cumbre Norte Sur, llevada a cabo el 22 y 23 de octubre de 1981 gracias al copatrocinio del gobierno de Austria, en las instalaciones del hotel Sheraton (hoy demolido). Su objetivo era la unión de fuerzas de los países participantes para el logro de un Nuevo Orden Económico Internacional. Su impacto en la ciudad fue mayúsculo, pues las medidas de seguridad de los diversos países modificaron los hábitos de desplazamiento de los habitantes por la ciudad, quienes quedaban admirados por la presencia de visitantes distinguidos.
- En esta reunión, Estados Unidos vetó la participación de Cuba, y la URSS se negó a asistir.
- Los temas principales de la agenda de la Cumbre fueron: seguridad alimentaria y desarrollo agrícola, cuestiones monetarias y financieras, energía, comercio, e industria de los productos básicos.[29] Los países asistentes fueron: Arabia Saudita, Argelia, Bangladés, Brasil, Costa de Marfil, China, Filipinas, Guyana, India, Nigeria, Tanzania, Venezuela, Yugoslavia, Alemania Federal, Austria, Canadá, Estados Unidos, Francia, Japón, Reino Unido, Suecia, y el anfitrión México.

### Huracán Gilberto
Uno de los episodios que cambió drásticamente la historia de desarrollo de la ciudad y en el norte de la Península de Yucatán, fue el paso del huracán Gilberto entre el 13 y 14 de septiembre de 1988.
Debido a que en la historia registrada de Cancún, ningún ciclón tropical lo había afectado directamente, existía mucha desinformación al respecto, y la población en general no pudo prepararse adecuadamente para resistir el huracán de categoría 5 en la escala Saffir-Simpson. Vientos de más de 320 km/h azotaron con furia la madrugada y mañana del 14 de septiembre, y a las 6:00 h. hora local el ojo pasó a poco más de cuarenta kilómetros del centro de Cancún, provocando marejadas que arrasaron casas, hundieron barcos, y estrellaron enormes buques cargueros, como el célebre Portachernera I, barco cubano que terminó incrustado en las ventanas de un conjunto residencial de la Zona Hotelera.
Por una semana, las actividades turísticas se detuvieron al 100%, mientras empezaba el proceso de recuperación y limpieza de los hoteles y la ciudad, así como el restablecimiento de la energía eléctrica y el servicio de agua potable. Gilberto destruyó un millón de hectáreas de bosque tropical y manglar solo en el estado de Quintana Roo, y cobró 40 víctimas mortales.

### Historia reciente
En julio de 1983, acogió una reunión del Grupo Contadora logró Plan de paz de Cancún para alcanzar la pacificación en Centroamérica y el Caribe. El grupo, concebido como una plataforma de negociación política y constituido por representantes diplomáticos de México, Venezuela, Panamá y Colombia, tuvo como característica principal la de procurar vías de diálogo y de soluciones regionales para impedir que los conflictos centroamericanos fuesen incluidos en la confrontación Este-Oeste. Cancún una vez más se puso a prueba como sede para acoger diferentes reuniones diplomáticas, adquiriendo cada vez más importancia a nivel nacional e internacional.
La designación de Cancún como sede del certamen Miss Universo 1989 superando a Tel Aviv (Israel) y a Viña del Mar (Chile) que también competían por la sede resultó ser una promoción para la ciudad después del impacto del huracán Gilberto. El concurso se realizó en el auditorio del hotel Fiesta Americana Condesa.
Entre el 9 al 14 de septiembre de 2003 se celebró la Quinta Conferencia Ministerial de la Organización Mundial de Comercio OMC cuyo objetivo fue hacer un balance de la Ronda de Doha para el Desarrollo. Cabe mencionar que esta reunión tuvo un impacto negativo para el destino, pues miles de manifestantes (conocidos en México como globalifóbicos), incluyendo agricultores, indígenas y estudiantes, se manifestaron en la entrada a la Zona Hotelera, conocida también como kilómetro 0. Asimismo, la organización del evento les prohibió entrar en el palacio de congresos mediante policías y barricadas apostadas a lo largo del bulevar Kukulcán. En medio de enfrentamientos entre manifestantes y policías, en lo alto de una de estas barricadas, un agricultor de Corea del Sur, Lee Kyung Hae, se clavó una navaja en el corazón. Falleció más tarde en el hospital, dando lugar a una vigilia de silencio de los activistas coreanos y simpatizantes de todo el mundo. La sociedad cancunense estaba impactada con los hechos.
Cancún es una tierra de contrastes políticos, y eso ha provocado crisis en el gobierno de la ciudad y el municipio tras el cambio de partidos políticos en su dirección, ya que el estado ha sido gobernado por el Partido Revolucionario Institucional (PRI) desde su creación. Del 17 de julio al 26 de agosto de 2004, Cancún fue gobernado por un Consejo Ciudadano, debido a la destitución del alcalde constitucional por la X legislatura de Quintana Roo, Juan Ignacio García Zalvidea (del Partido Verde Ecologista de México, PVEM). Por dos días, el municipio de Benito Juárez fue ingobernable, debido a la renuncia de 11 de los 13 regidores del cabildo municipal. Eso provocó la crisis en todas las instituciones políticas y de seguridad de la ciudad.
La madrugada del 5 de junio de 2007 tuvo lugar la mayor catástrofe ecológica registrada en la historia de Cancún por la mano del hombre, tras el encallamiento múltiple de cuatro embarcaciones sobre la Tercera Barrera Arrecifal en el parque nacional Punta Nizuc, donde se destruyeron irremediablemente 1200 m² de colonias de corales.

### Huracán Wilma, un antes y después para Cancún

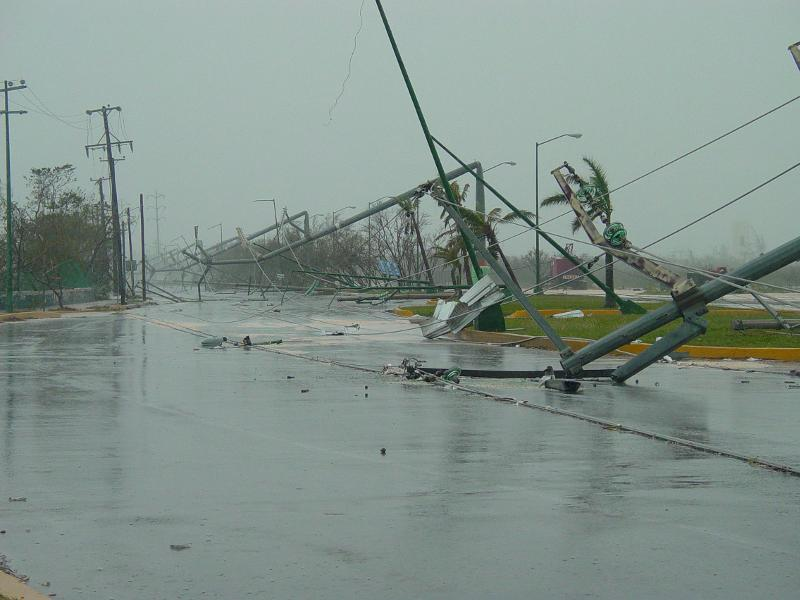
Efectos devastadores del huracán se resumen en los postes eléctricos de más de treinta metros de altura doblados sobre la Av. Bonampak.

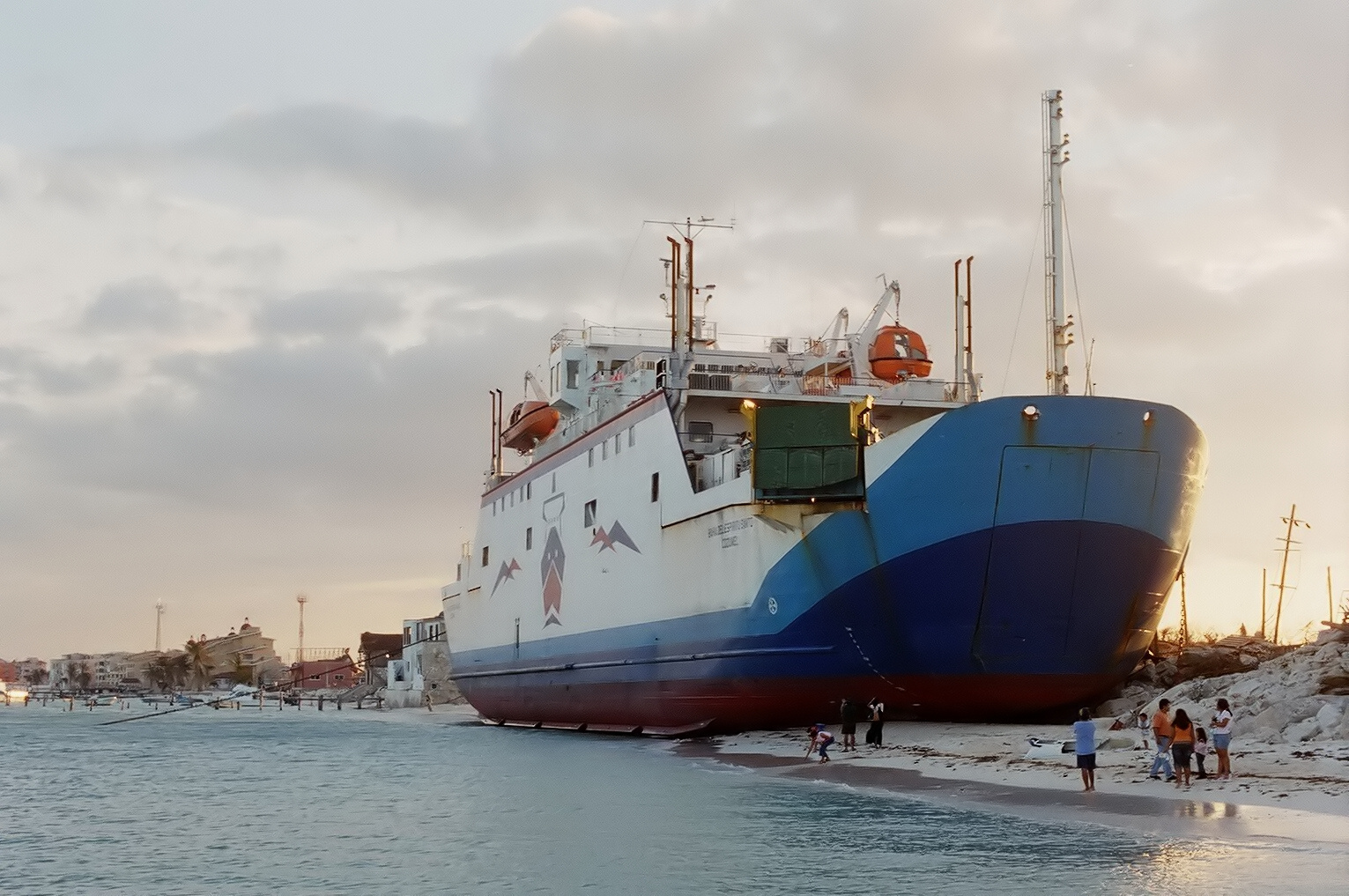
El Ferry Bahía Espíritu Santo, de 2.000 t y 83 m de eslora, utilizado para carga de vehículos, encalló en las playas cercanas a Puerto Júarez, a un costado de la carretera federal. Llevó más de cuatro meses retirarlo del lugar y reflotarlo.

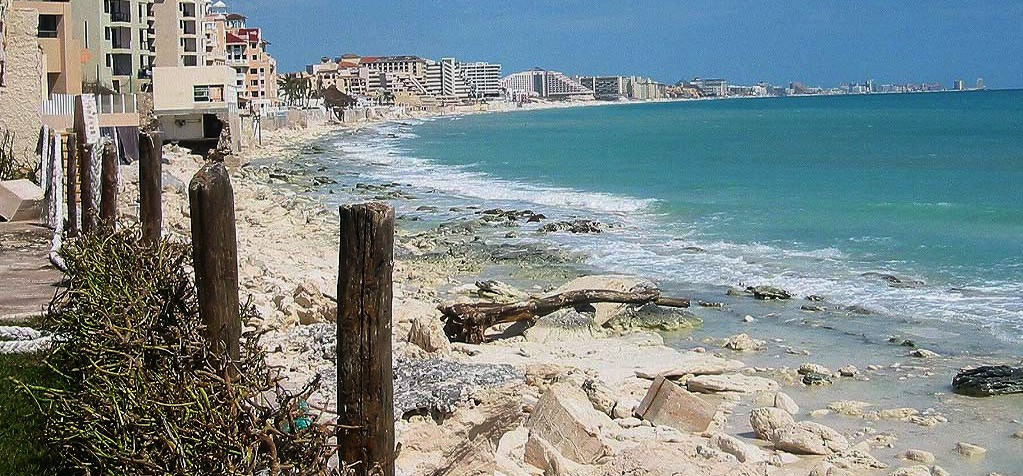
Las playas de Cancún quedaron severamente erosionadas tras el paso del huracán Wilma. El gobierno municipal, estatal y federal priorizó su recuperación mediante el dragado de un banco de arena en la bahía de Mujeres, que, al cabo de cuatro meses, devolvió a la Zona Hotelera de Cancún su valor más preciado.

El 16 de octubre de 2005, el huracán Wilma se formó en el Mar Caribe central frente a las costas de Honduras y Nicaragua. Mientras la ciudadanía seguía atenta a la evolución del meteoro, el 19 de octubre, a las 10 h. del centro de México, Wilma se convierte en el huracán más potente de la historia registrada, con una presión de 882 hPa y vientos de más de 320 km/h, en la categoría 5 Saffir Simpson, esto provocó numerosas compras de pánico en los supermercados y la gente se preparó para el arribo del huracán. El 20 de octubre, Wilma se acerca lentamente a Quintana Roo, y los meteorólogos coinciden en que entrará por la zona media-norte del estado, pasando sobre la isla de Cozumel, y así sucede, mientras un frente frío disminuye su avance. El 22 de octubre, el ojo de Wilma se estacionó sobre Cancún, provocando calma durante más de seis horas, y esto lo aprovechó la población para realizar saqueos a las tiendas comerciales, llevándose no solo víveres, sino televisiones, computadoras e incluso lavadoras y refrigeradores en medio de severas inundaciones. Esta conducta atípica para la sociedad cancunense en este tipo de desastres fue condenada por todos los niveles de gobierno y medios informativos. El ejército nacional y la policía municipal lograron efectuar numerosas detenciones y decomisos.
En total, Cancún resintió sus efectos por más de 60 horas. Esto se resumió en la pérdida de las playas de la zona hotelera, el daño al 100% del tendido eléctrico en la ciudad, y como consecuencia de esto, inhabilitación del servicio de agua potable. Cabe mencionar que la ciudad se mantuvo en la penumbra total por dos noches, ocasionando el pánico entre la sociedad, pues se establecieron toques de queda al anochecer. Se realizaron patrullas vecinales de vigilancia, se prendieron fogatas sobre las calles de distintas colonias, para resguardar la seguridad propia y de las familias vulnerables. Como consecuencia de esto, sobre Cancún se mantuvo por varios días una densa capa de humo blanco parecido a la niebla.
A pesar del duro impacto del meteoro, la Comisión Federal de Electricidad (CFE) devolvió la electricidad a Cancún en cuestión de dos semanas, utilizando la mayor parte de su personal a nivel nacional para tal efecto. Cancunenses y ejército limpiaron la ciudad apenas se dejaron sentir los vientos. El 19 de mayo de 2006, los gobiernos federal, estatal y la Secretaría de Turismo entregaron oficialmente las obras de recuperación de 11,5 km de playas erosionadas en zona hotelera, con una reposición de 25 m de ancho en arenales. La empresa belga Jan de Nul estuvo a cargo de dicha recuperación. El gobierno mexicano invirtió 235 millones de pesos en los trabajos de dragado de arena. En dos ocasiones, Cancún recibió el impacto de dos huracanes categoría 5 en escala Saffir-Simpson, de hecho los más violentos de la historia registrada en el océano Atlántico por el Centro Nacional de Huracanes de Miami. La tenacidad y voluntad de la sociedad cancunense por retomar la normalidad, apoyada en el gobierno municipal, estatal y federal, y el ejército nacional, ha sido reconocida a nivel mundial por diversos países e instituciones.

## Comunicaciones y transportes

### Aeropuerto Internacional de Cancún

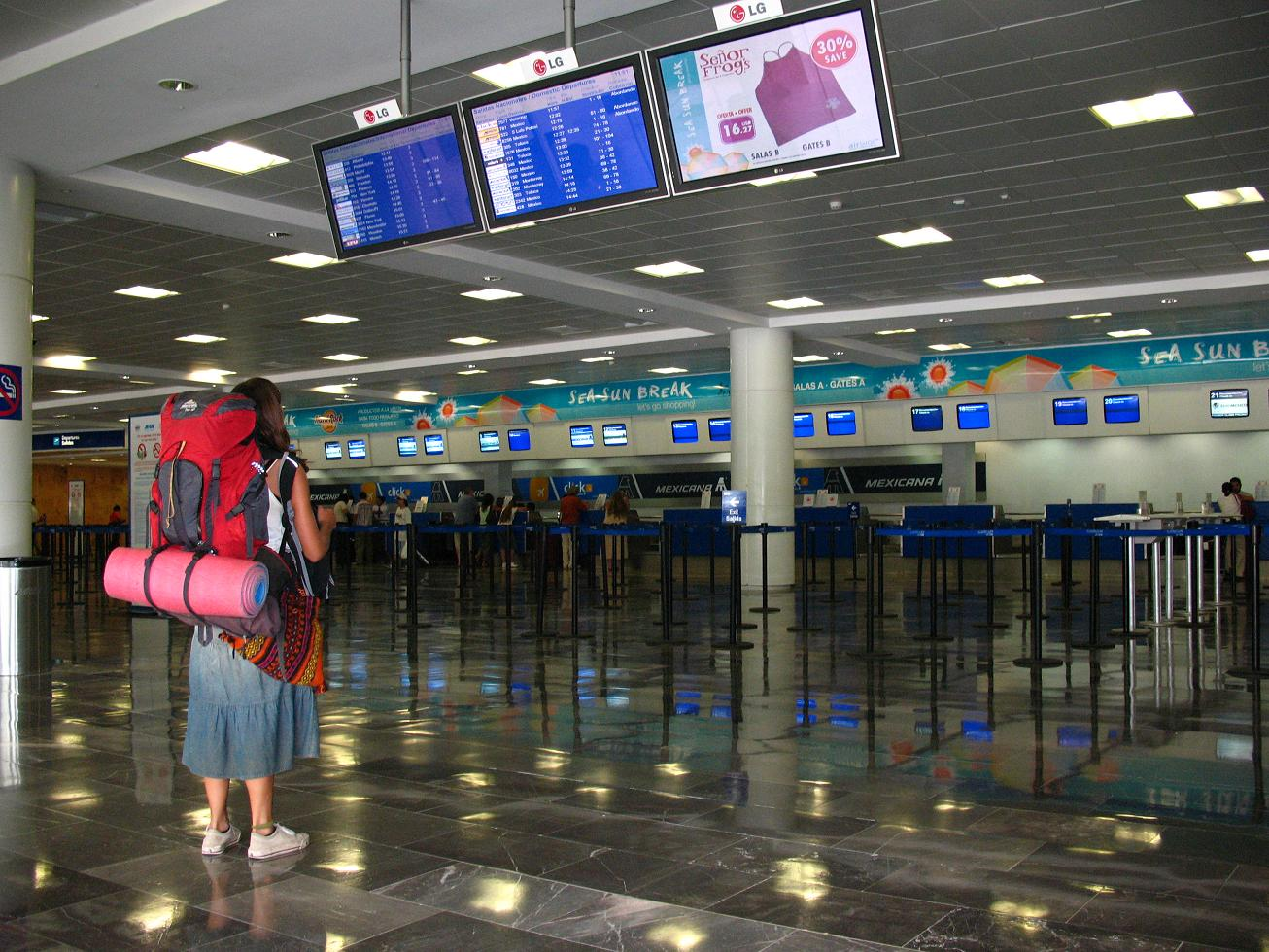
Área de documentación en la Terminal 2.

El Aeropuerto Internacional de Cancún es el segundo en tamaño y el que más tráfico internacional recibe en México. Recibió en 2004 a más de 10 millones de personas, en 2005 a 9 millones, en 2011 a 13 millones de personas y en 2013 atrajo a más de 15 millones de personas siendo el más transitado del estado y el más importante para el grupo Aeroportuario del Sureste (ASUR). 
Es la segunda mayor terminal aérea del país después del Aeropuerto Internacional de la Ciudad de México, en términos de número de pasajeros y operaciones de aeronaves manejados.Grupo Aeroportuario del Sureste (ASUR) fue el primer grupo aeroportuario con participación de capital privado en México. En noviembre de 1998, el gobierno mexicano vendió una participación del 15 % en el capital social de la empresa a Inversiones Técnicas Aeroportuarias (ITA). Grupo Aeroportuario del Sureste (ASUR) administra y opera un grupo de nueve aeropuertos en la región sureste de México, en las ciudades de Cancún, Cozumel, Mérida, Huatulco, Oaxaca, Veracruz, Villahermosa, Tapachula y Minatitlán. Grupo Aeroportuario del Sureste, S. A. de C. V. fue constituido en 1998 como parte del proceso de apertura a la inversión en el sistema aeroportuario mexicano. 
Hoy en día cuenta con dos pistas y operan una cantidad considerable de vuelos, cuenta con una nueva torre de control la más alta en Latinoamérica llegando al lugar n.º 18 en las torres de control más altas del mundo, entre otras de las cosas más destacables del aeropuerto de Cancún es la recientemente creada terminal 3 con un diseño de clase mundial y con excelente servicio a los viajeros, esta terminal fue construida pensando en el ahorro de energía, esta terminal es junto con el aeropuerto de Guadalajara de los escasos lugares en México en donde un avión Airbus 380 puede aterrizar si es necesario, aunque la infraestructura aeroportuaria y de la ciudad no tendría capacidad todavía de recibir eficientemente a todos los viajeros de un avión así de una sola vez. 
Asimismo, la nueva pista del Aeropuerto Internacional de Cancún fue creada para aprovechar y maximizar la eficacia del aeropuerto que se espera siga aumentando su número de visitantes, la nueva pista cruza en un punto sobre la carretera que lleva de la ciudad de Cancún hacia el Aeropuerto, de modo que es posible ver cruzar aviones en este puente especial por encima de la carretera al aeropuerto. 
El 27 de noviembre de 2013. El aeropuerto internacional de Cancún (CUN) se convierte en el primer aeropuerto mexicano en recibir al Airbus-A380, el avión de pasajeros más grande del mundo, en el marco de la celebración de los 80 años de Air France y los 15 de ASUR. Cancún tiene vuelos directos al interior del país, a ciudades como: Ciudad de México, Guadalajara, Monterrey, Torreón y León.

### Transporte público

#### Transporte urbano municipal
(Información actualizada hasta enero/2015)
Empresas Concesionarias y Permisionarias
- A: Autocar (Autocar S.A. de C.V) Tipo de transporte: Camión.
- T: Turicún (Turicun S.A. de C.V) Tipo de transporte: Camión y Minibus (Servicio de Aire Acondicionado).
- MC. Maya Caribe: (Sociedad Cooperativa de Transporte Maya Caribe S. de R.L. de C.V.) Tipo de transporte: Camión, Microbús, Servicio Colectivo (Combi).
- B: Bonfil: (Sociedad Cooperativa de Transporte del Ejido Alfredo V. Bonfil S. de R.L. de C.V.) Tipo de transporte: Camión y Servicio Colectivo (Combi).
- FE: F.U.T.V. (Frente Único de trabajadores del Volante de la franja ejidal de Alfredo V. Bonfil) Tipo de transporte: Servicio Colectivo (Combi)
- IS: F.U.T.V. (Frente Único de trabajadores del Volante al servicio del Municipio del Isla Mujeres) Tipo de transporte: Servicio Colectivo (Combi)
- ADO: ADO (Autobuses de Oriente ADO S.A de C.V.) Tipo de transporte: Autobús (1/a Clase)
- CDG: ADO (Camionera del Golfo S.A. de C.V.) Tipo de transporte: Colectivo Confort (Minivan con Servicio de Aire Acondicionado).
- TXC: Taxis Colectivos (Sindicato de Taxistas Andrés Q. Roo) Tipo de transporte: Servicio Colectivo (Combi)

Zonas del transporte público
- Zona Urbana: (Ciudad de Cancún en general) Costo: $10.00 MXN Empresas: A, T, MC, B.
- Zona Hotelera: (Bulevar Kukulkan Desde el km. 0 hasta Wet'n Wild km. 25+500) Costo: $12.00 MXN Empresas: A, T, MC.
- Zona Continental de Isla Mujeres: (Villas Otoch, Villas del Mar, Rancho Viejo) Costo: $10.00 MXN Empresas: A, T, MC, IS, TXC.
- Terminal Marítima: (Ex Blue Bay, Puerto Juárez, Playa del Niño, Z.A. El Meco, Punta Sam, Isla Blanca) Costo: $10.00 MXN (hasta Pta. Sam) Empresas: IS, TXC. Costo: $?.?? (hasta I. Blanca) Empresas: IS.
- Polígono de Bonfil: (Fracc. Las Américas, Villa magna, Campestre, Poliforum, CRIT, Alfredo. V. Bonfil, Col. Doctores, UT, La Salle, Anáhuac, Central de Abastos) Costo: $10.00 MXN Empresas: B.
- Franja Ejidal Bonfil: (Col. 3 Reyes, Col. El Milagro, Col. Avante, Col. Valle Verde, Col. Sta Cecilia, Col. México) Costo: $8.00 MXN Empresas: A, T, B, FE.
- Aeropuerto: (Carretera Federal - 307) Costo: $15.00 MXN aprox Empresas: CDG Costo: $48.00 MXN Empresas: ADO.

#### Transporte foráneo
- ADO: Autobuses ADO (Autobuses de Oriente ADO S.A de C.V) Tipo: Autobús (Servicio Directo) Destinos: Valladolid, Mérida, Campeche, Playa del Carmen, F. Carrilo Puerto, Chetumal, entre otras.
- OTE: Autobuses Oriente (Autobuses de Pasajeros Mérida - Puerto Juárez) Tipo: Autobús (Servicio Intermedio) Destinos: Leona Vicario, km 80, Chemax, Valladolid, Chichen-Itzá, Pisté, Libre Unión, Kantunil, Hoctún, Tahmek, Yaxcabá, Mérida.
- MYB: Autobuses Mayab (Autobuses Alas de Oro S.A de C.V.) Tipo: Autobús (Servicio Intermedio) Destinos: Kantunil - Chiquilá / Puerto Morelos, Playa del Carmen, Xcaret, Xelhá, Tulum, F. Carrillo Puerto, Limones, Bacalar, Chetumal // José María Morelos, Tzucacab, Peto, Tekax, Aki, Oxkutzcab, Ticul, Muna, Umán, Mérida TAME
- CTO: Auto-Centro (Autobuses del Centro del Estado de Yucatán S.A. de C.V.) Tipo: Autobús (Servicio Intermedio) Destinos: Leona Vicario, km 80, Chemax, Valladolid, Tinum, Dzitás, Tunkás, Izamal, Tixcocob, Cacalchén, Euan, Tixpehaul, Mérida
- NRE: Noreste (Autobuses del Noreste en Yucatán S.A. de C.V.) Tipo: Autobús (Servicio Intermedio) Destinos: Popolnah, El Edén, Colonia Yucatán, Tizimín, Sucila, Buctzotz, Dzilam González, Dzidzantún, Motul
- AGL: ADO GL (Camionera del Golfo S.A. de C.V.) Tipo: Autobús (Servicio Ejecutivo) Destinos: Valladolid, Mérida, Campeche, Playa del Carmen, F. Carrilo Puerto, Chetumal, entre otras.
- APL: ADO Platino (Camionera del Golfo S.A. de C.V.) Tipo: Autobús (Servicio de Lujo) Destinos: Valladolid, Mérida, Campeche, Playa del Carmen, F. Carrilo Puerto, Chetumal, entre otras.
- SCP: Playa Colectivo Azul (Sociedad Cooperativa de Transporte del Municipio de Solidaridad) Tipo: Colectivo Confort (Servicio con Aire Acondicionado) Destinos: Puerto Morelos y Playa del Carmen
- STX: Playa Verde (Sindicato de Taxistas Andrés Quintana Roo) Tipo: Colectivo Confort (Servicio con Aire Acondicionado) Destinos: Puerto Morelos y Playa del Carmen
- PYE: Playa Express (Transportes Playa Express S.A. de C.V.) Tipo: Colectivo Confort (Servicio con Aire Acondicionado) Destinos: Puerto Morelos y Playa del Carmen
- DZU: F.U.T.V (Frente Único de Trabajadores al Volante al servicio del municipio de José María Morelos) Tipo: Taxi Colectivo (Servicio intermedio) Destinos: Cancún - Felipe Carrillo Puerto - José María Morelos - Dzuché
- LCV: F.U.T.V (Frente Único de Trabajadores al Volante al servicio del municipio de Lázaro Cárdenas) Tipo: Taxi Colectivo (Servicio Directo) Destinos: Leona Vicario y km 80 (Ignacio Zaragoza)
- ACR: Col. Siglo 21 (Asociación de Chiapanecos Residentes en Quintana Roo) Tipo: Servicio Colectivo (Combi) Destinos: Col. Siglo 21 (Colonia Chiapaneca)

#### Transportes Privados (Shuttles)
- Cancun Airport Transportation
- Usa Transfers
- Happy Shuttle
- Cancun Shuttles
- Canadá Transfers

### Medios de comunicación
La ciudad de Cancún cuenta con medios de comunicación tradicionales y digitales. Los cuales han servido en gran ayuda al crecimiento de este polo turístico.
Radio y TV
- Radio Turquesa.
- Sipse TV Cancún.
- Sistema Quintanarroense de Comunicación Social.
- Canal 10 (cable IZZI).
- Imagen Cancún-Riviera Maya.
- Pirata FM.
- 93.1 Mix FM.
- Radio Cultural Ayuntamiento.
- Máxima FM.
- La Z.
- QFM.
- Radio Fórmula QR.
- Caribe FM.

Medios impresos
Periódicos:
- Quintana Roo Hoy.
- Por Esto! Quintana Roo.
- Novedades de Quintana Roo.
- Quequi.
- Diario de Quintana Roo.
- La Verdad de Quintana Roo.
- De Peso.
- Diario Imagen.
- Publimetro Quintana Roo.

Revistas:
- Revista BE!
- Revista Gente Q.Roo
- Cancunissimo
- Latitud21
- Proyecto Brújula
- iTips Cancún, Riviera Maya & Yucatán
- Fusión Q.
- Polémica.
- Rumbos Magazine
- Tropo a la uña

Medios digitales:
- Cancún Mío
- Quintana Roo Hoy
- MegaNews
- Informador QR
- Cancún Foros

## Principales avenidas

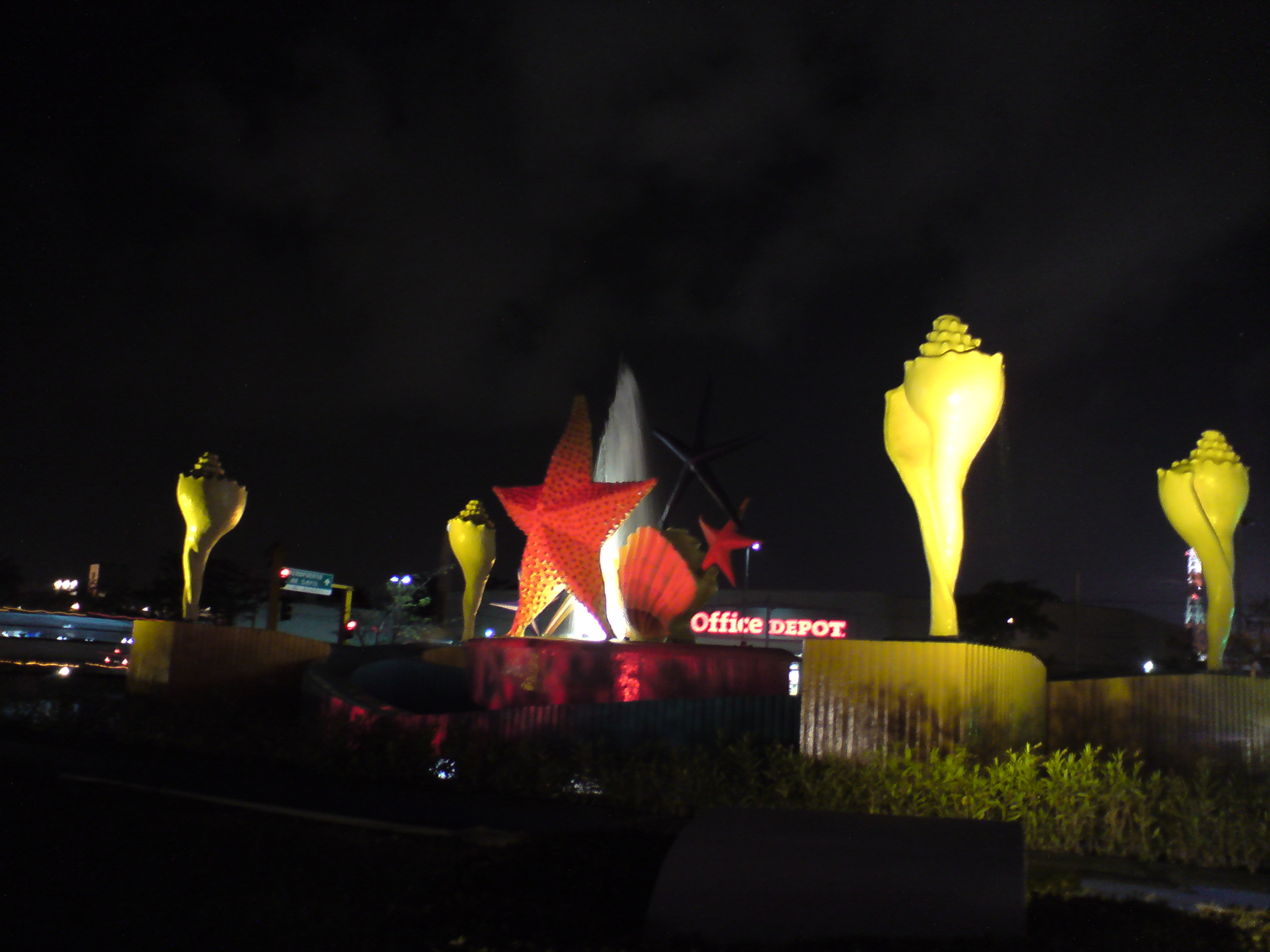
Fuente "Fiesta Caribeña", conocido popularmente por los cancunenses como fuente del Ceviche por su particular diseño. Av. Tulum y Cobá.

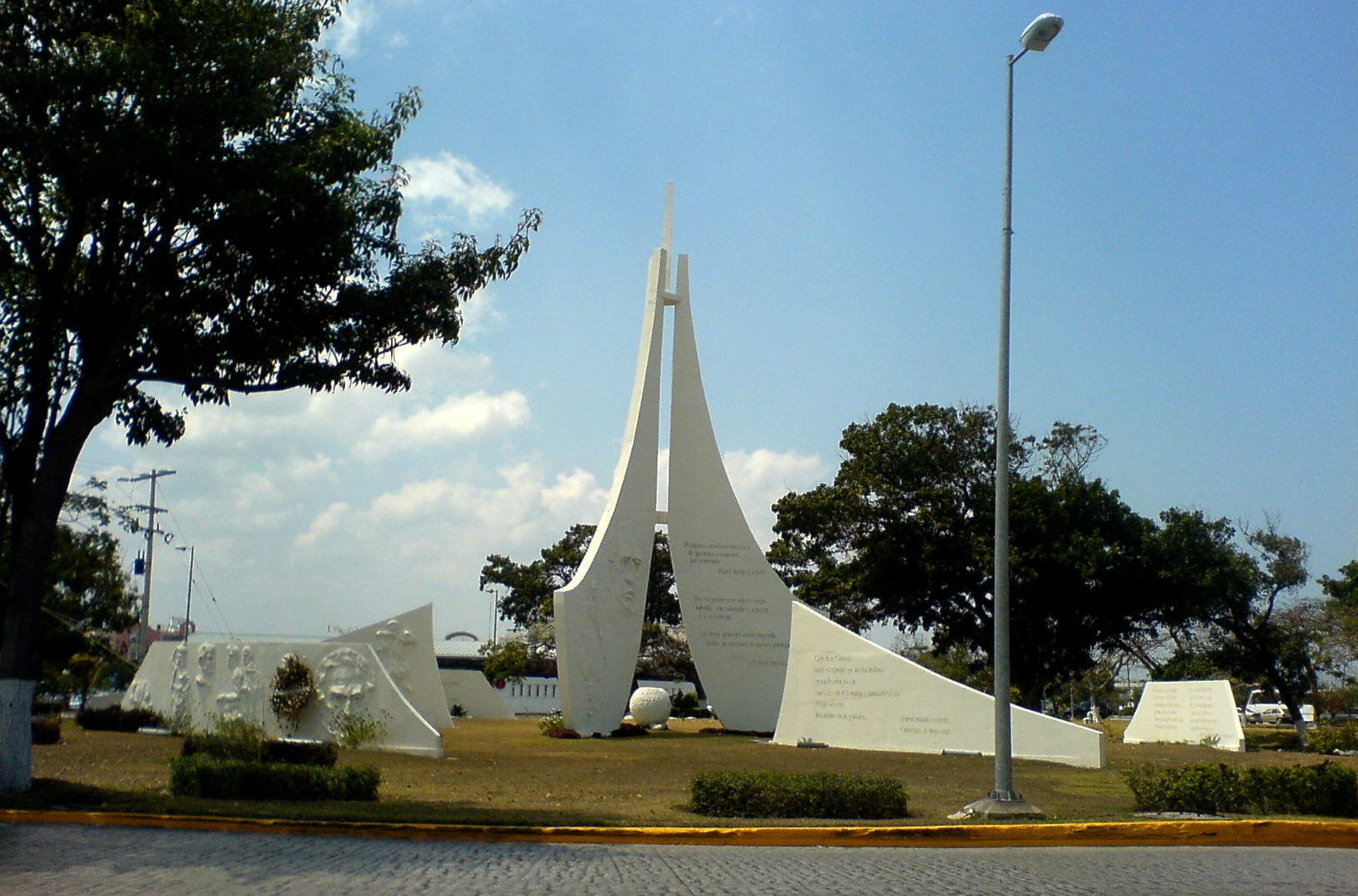
Monumento a la Historia de México, conocido popularmente por los cancunenses como "licuadora" o "lavadora". Avs. Tulum y Uxmal.

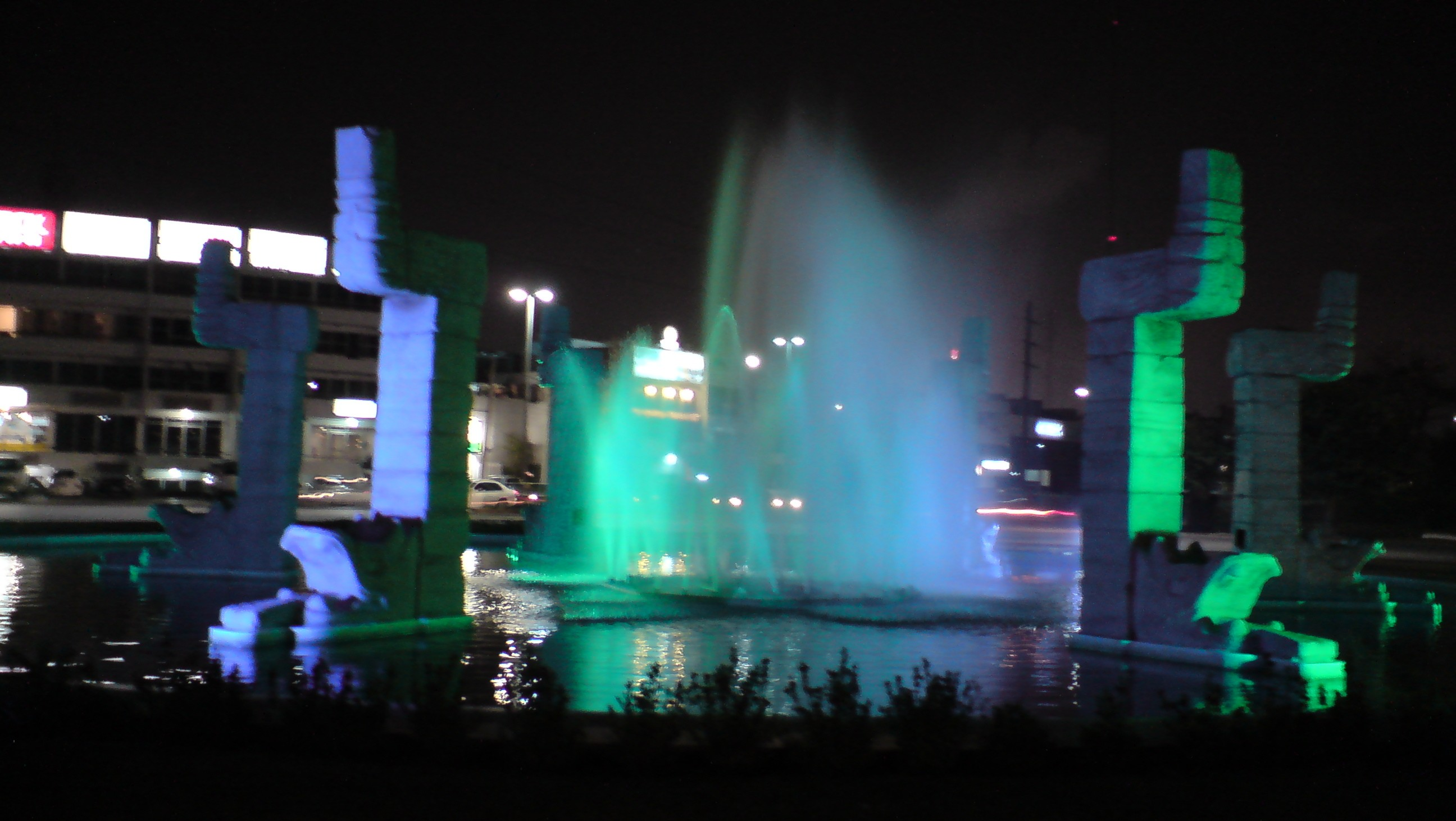
Fuente de Kukulcán, Av Bonampak y Cobá, entrada a la Zona Hotelera, conocida como "km 0".

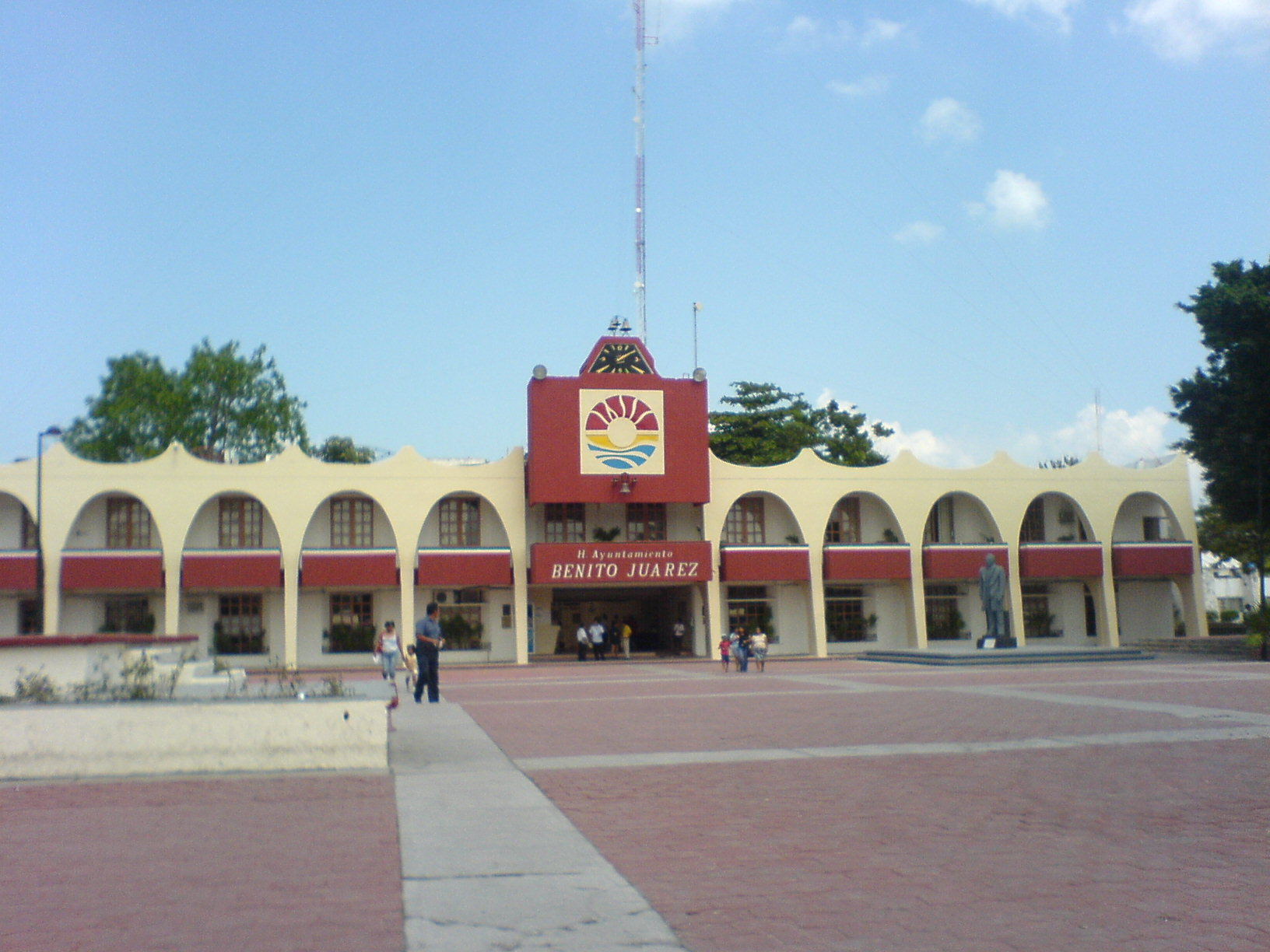
Palacio Municipal, y la plaza de la Reforma. A la derecha se encuentra la estatua de Benito Juárez, emblema del municipio. Av Tulum.

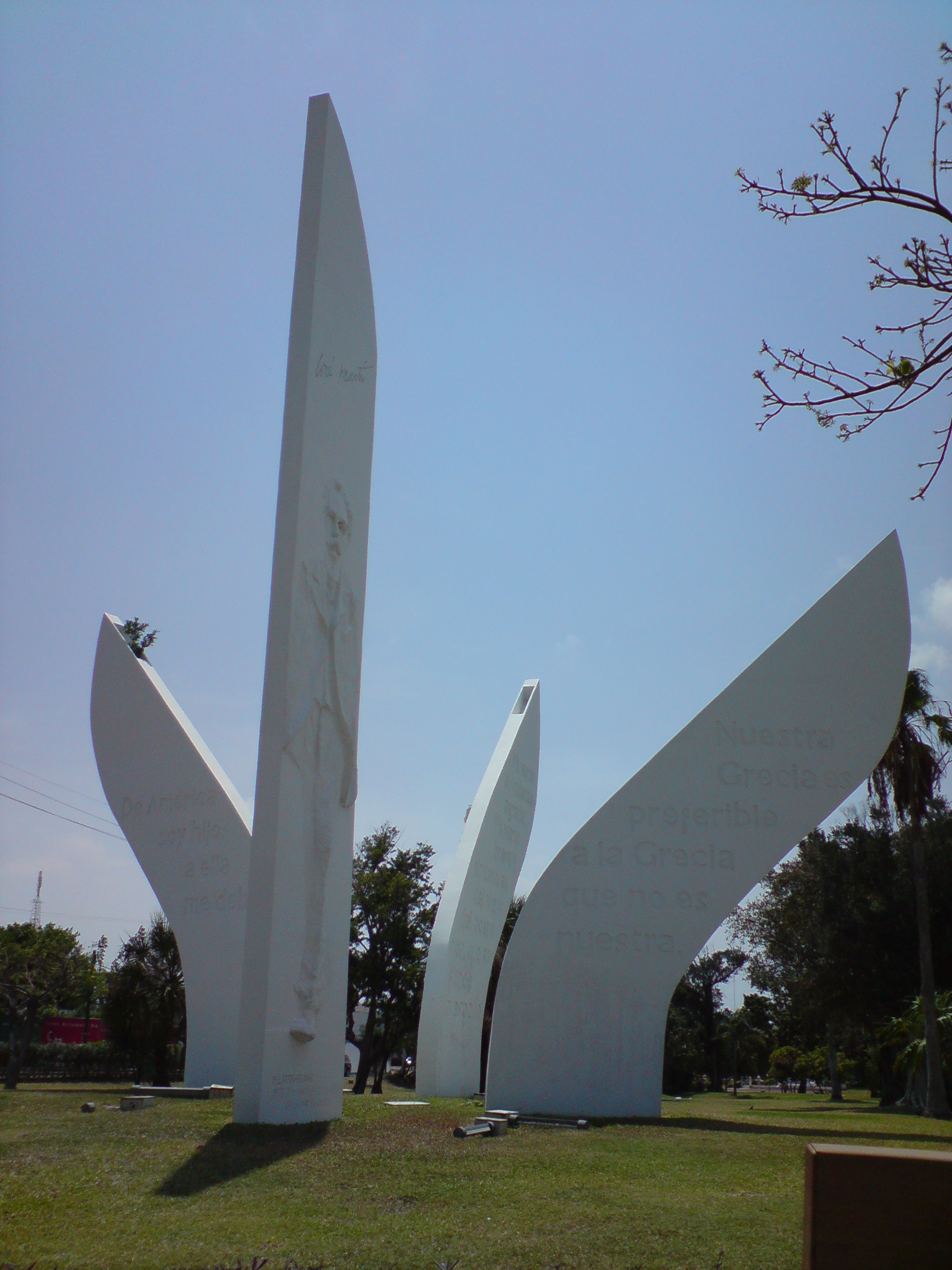
Monumento a José Martí, Los plátanos. En alto y bajorrelieve, se muestran fragmentos de su poesía y retratos sobre la piedra. Av Cobá y Náder.

### Avenidas
- El Bulevar Kukulcán, el cual recorre toda la Zona Hotelera
- Av. J Rojo Gómez Kabah. Cruza enteramente la ciudad de norte a sur, iniciando en el sur en la Av. Colosio.
- Av. Tulum, principal avenida del centro de la ciudad, donde se ubican el palacio municipal, oficinas del Gobierno del Estado, la estación principal de bomberos, la terminal de autobuses y los principales bancos
- Av. José López Portillo, la cual conecta la carretera federal Puerto Juárez-Mérida, Yucatán
- Av. Cobá, cruza las avenidas Yaxchilán, Tulum y Bonampak. Conduce de la Zona Hotelera de Cancún o Bulevar Kukulcán a la Ciudad, Inicia en Av. Bonampak, y termina en Av. Kabah
- Av. Andrés Quintana Roo, conecta el oriente con el poniente de la ciudad desde la av. López Portillo a la av. Kabah, donde continua con el nombre de av. Xcaret hasta llegar a la av. Tulum.
- Av. Bonampak, corre paralela a la avenida Tulum y es el primer enlace hacia la zona hotelera. Sobre esta avenida se está construyendo la entrada principal a Puerto Cancún.
- Av. Nichupté, que fue planeada como una vía rápida para conectar de este a oeste las dos entradas a la ciudad, y terminó como importante arteria para la ciudad.
- Av. Cancún, que conecta la entrada de la ciudad, vía Chetumal, con la zona residencial de más reciente creación en la ciudad.
- Av. Huayacán, se encuentra en  la zona considerada de más alta plusvalía de la ciudad,  conecta el centro de la ciudad con el aeropuerto, zona residencial y comercial en crecimiento, única avenida en la zona con un camellón y ciclo pista.

## Patrimonio
Fuente Diálogo Norte-SurOriginalmente construido en octubre de 1981 para conmemorar la Reunión de mandatarios por la Cumbre Norte-Sur. Antes de la construcción del monumento que hoy se ve en las avenidas Cobá y Tulum, el original era un conjunto de figuras geométricas de hierro. Ahí se le conocía como Insectronic. Se desmanteló en octubre de 1994.

### Fuente Fantasía Caribeña

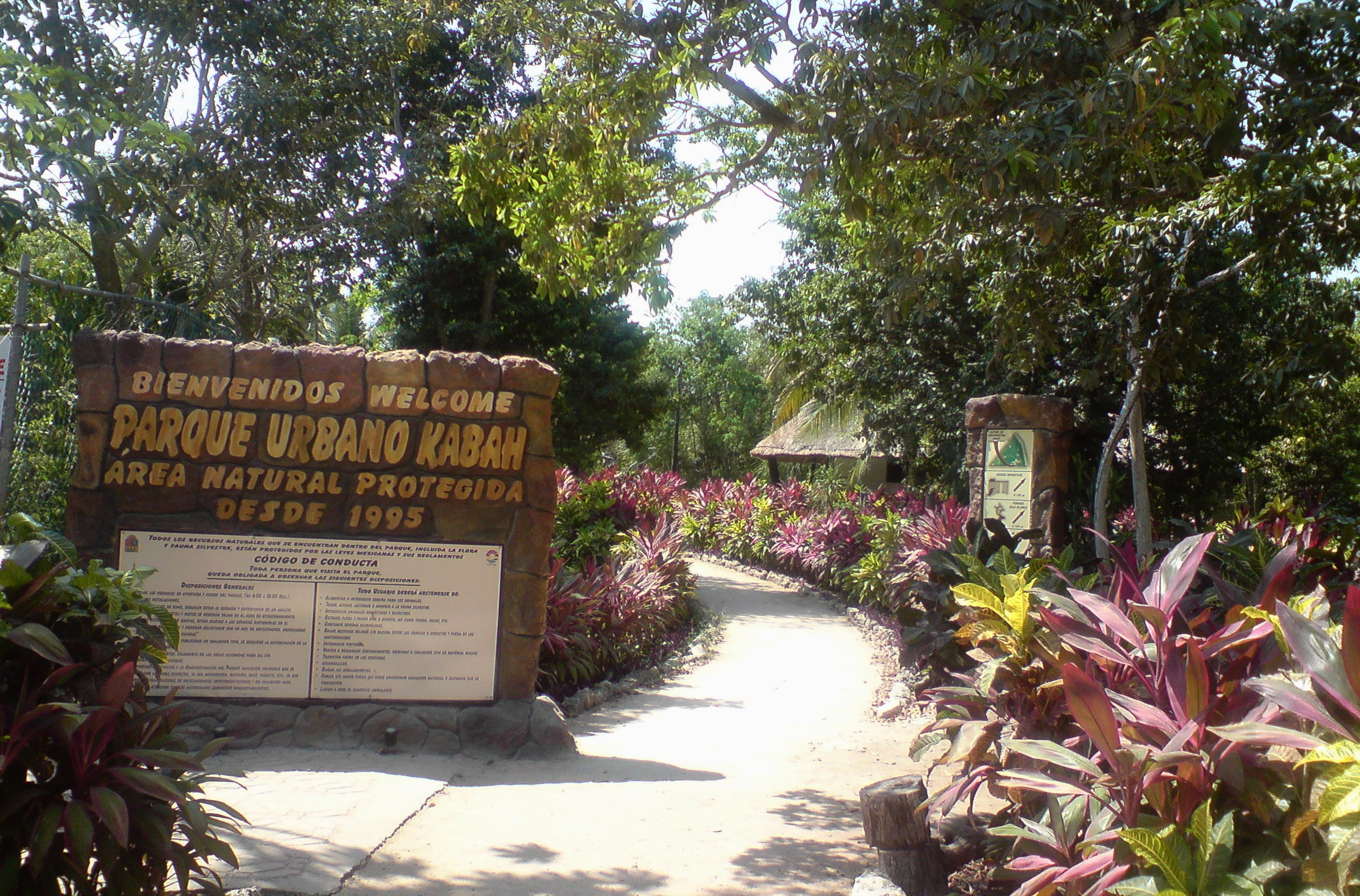
Entrada principal del parque urbano Kabah.

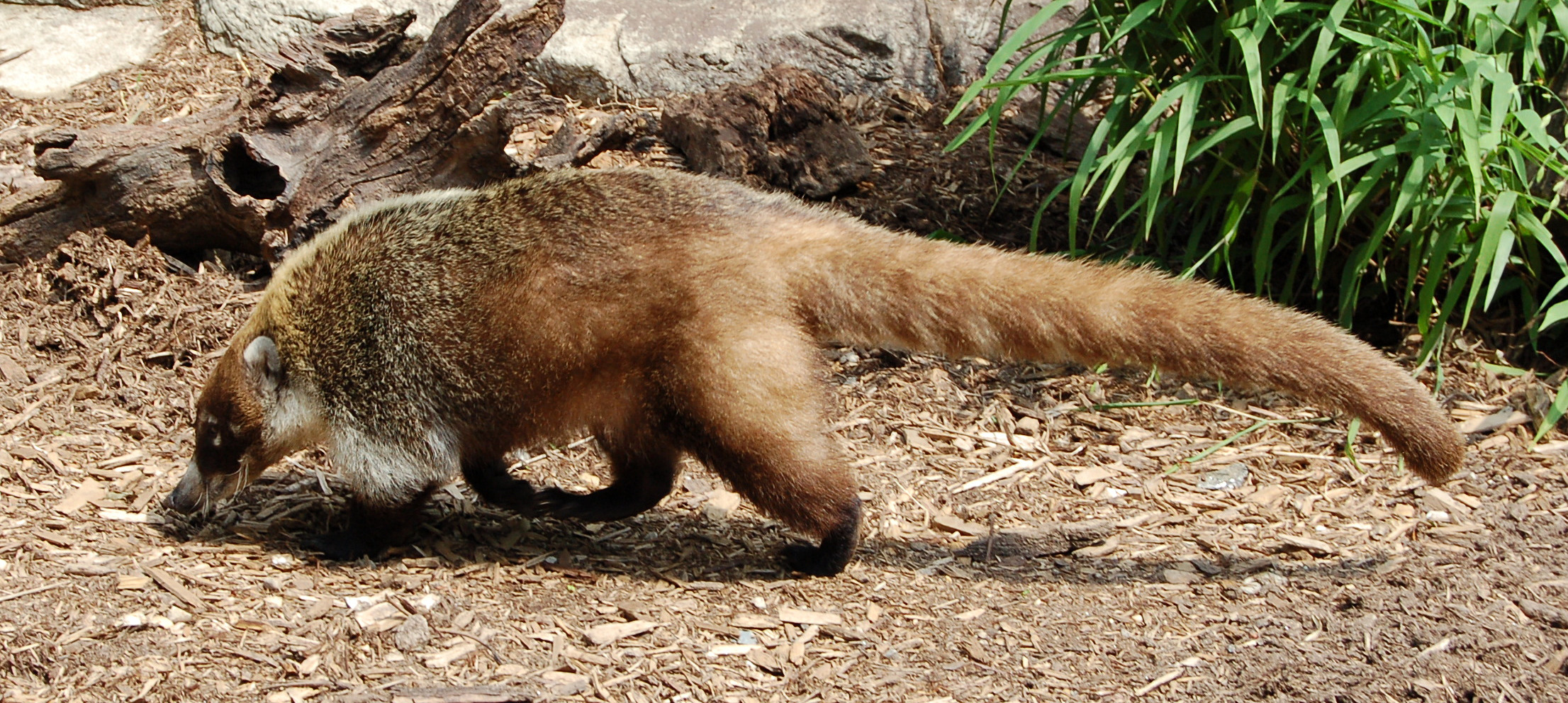
Coatí (nasua narica).

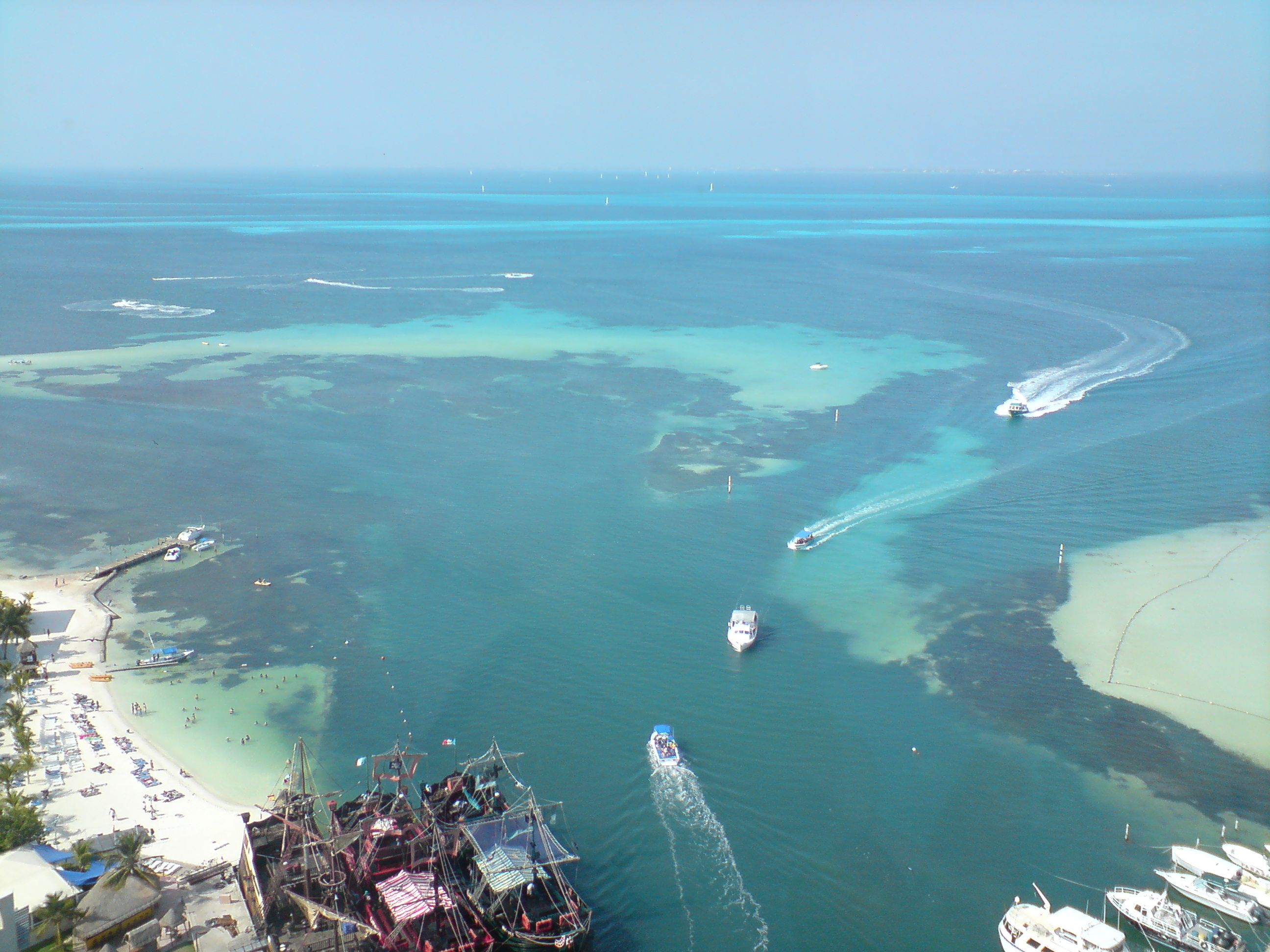
Bahía de Mujeres, zona que atraviesa el segundo arrecife más grande del mundo.

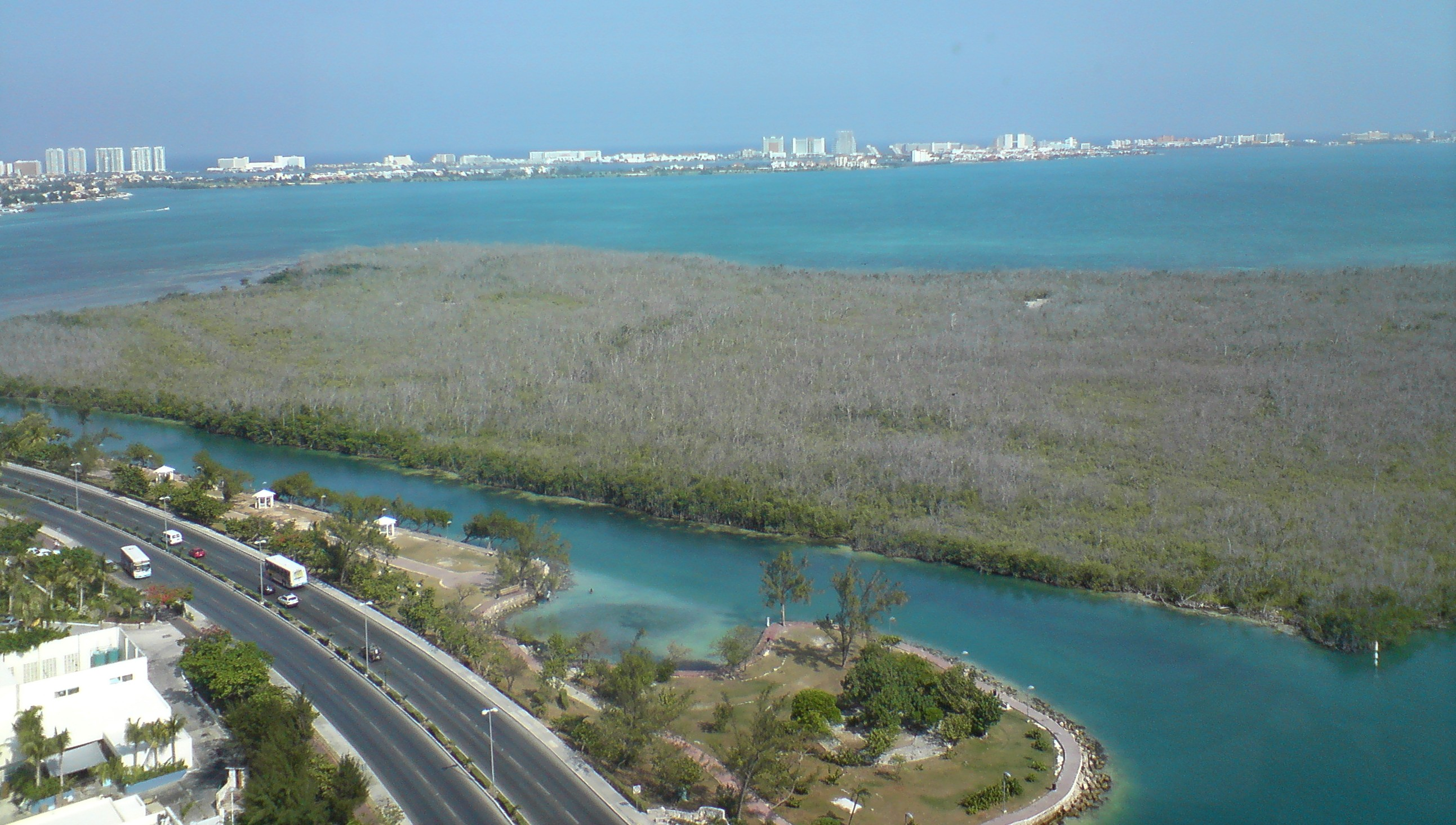
Canal Sigfrido, ayuda a manejar la corriente lagunar. Desemboca al Mar Caribe, atravesando el puente Calinda.

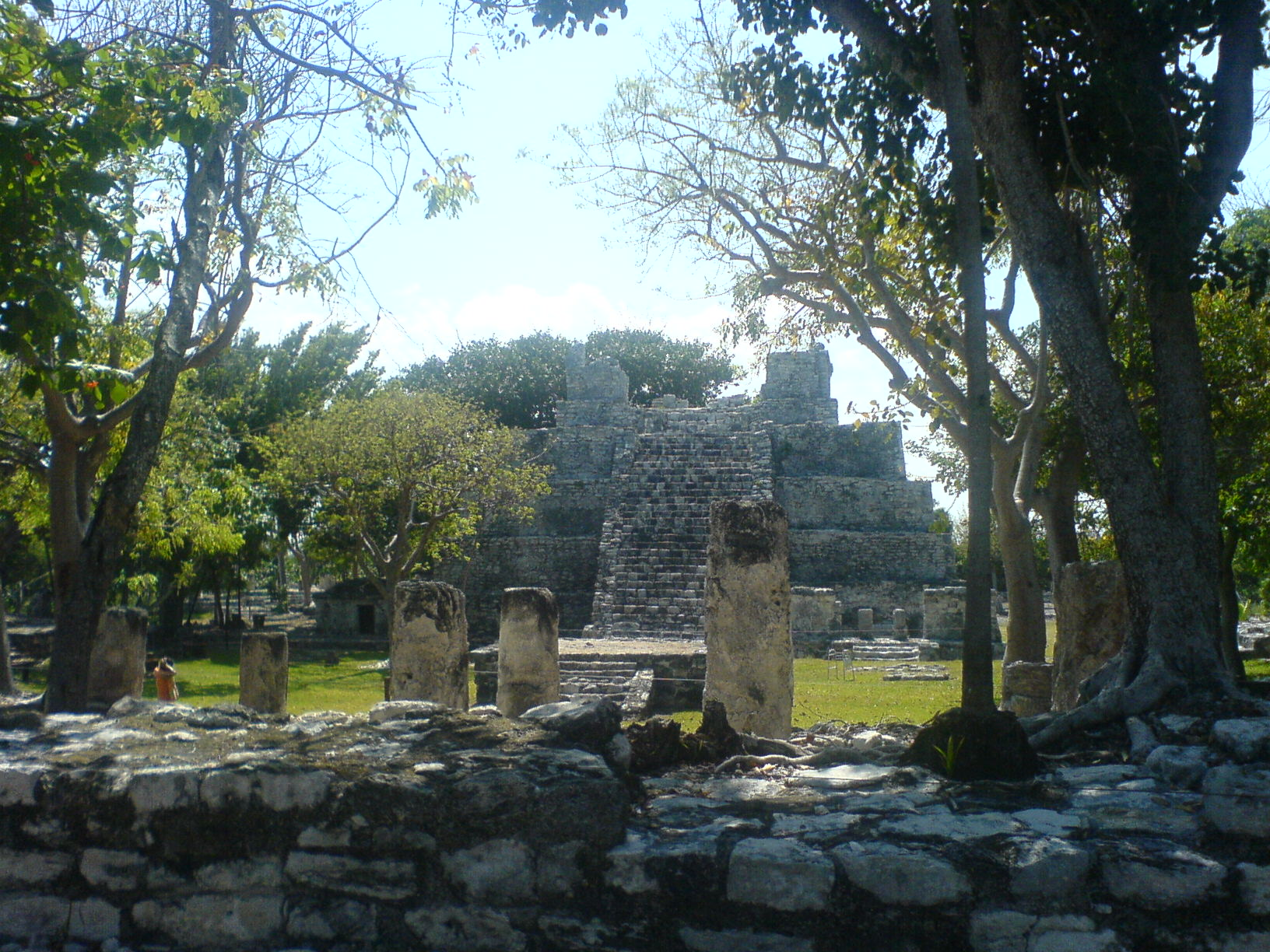
Vista frontal del edificio A, El Castillo, zona arqueológica El Meco. Como dato curioso: el límite municipal está demarcado justo a la mitad del sitio, y la línea divisoria, marcada con la mojonera oficial, atraviesa por la mitad los terrenos del Meco. Oficialmente, una parte estaría situada en la mitad del municipio de Benito Juárez, y la otra, en Isla Mujeres.

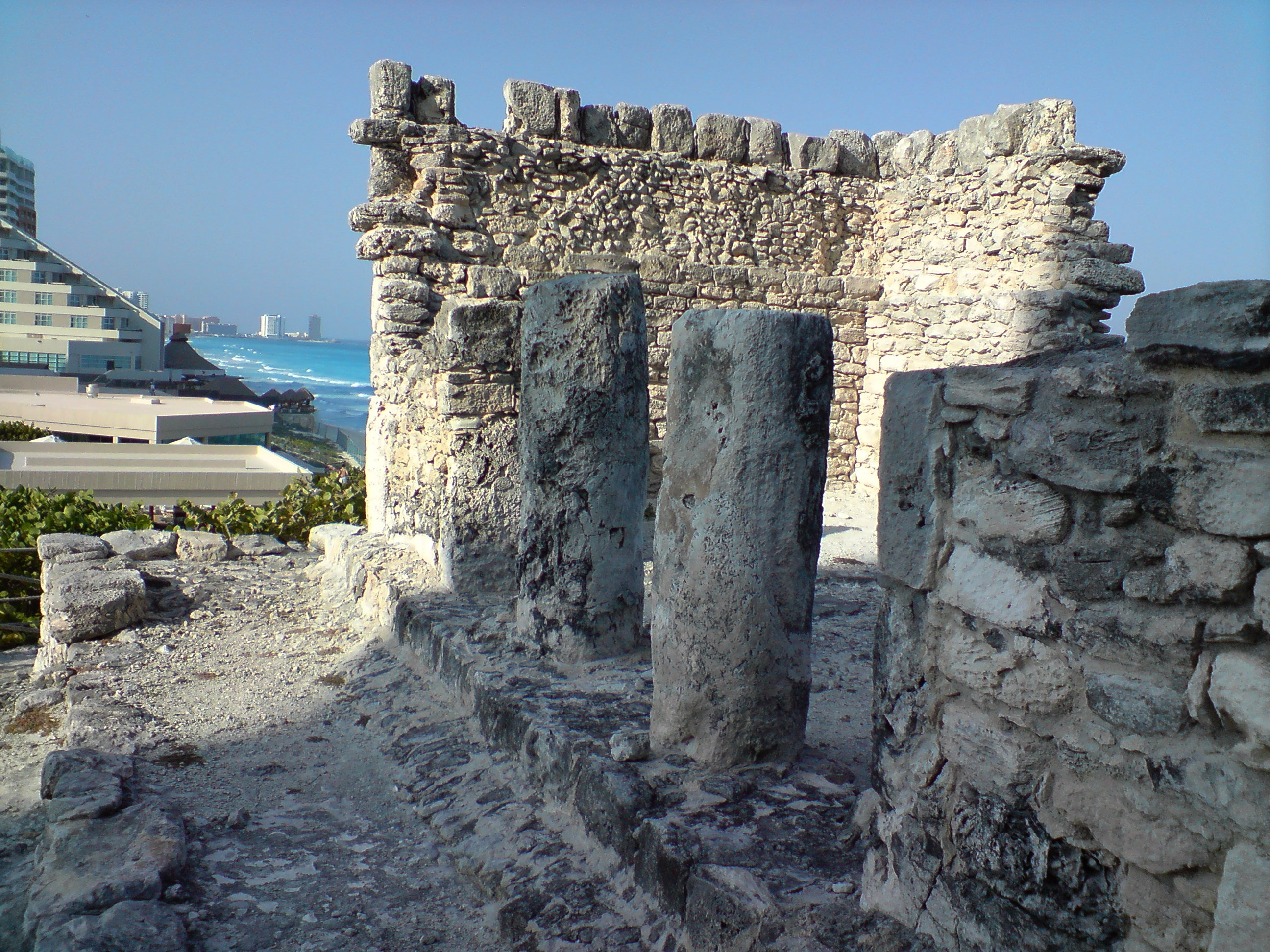
Templo del Alacrán, Yamil Lu'um, zona hotelera, km 12.

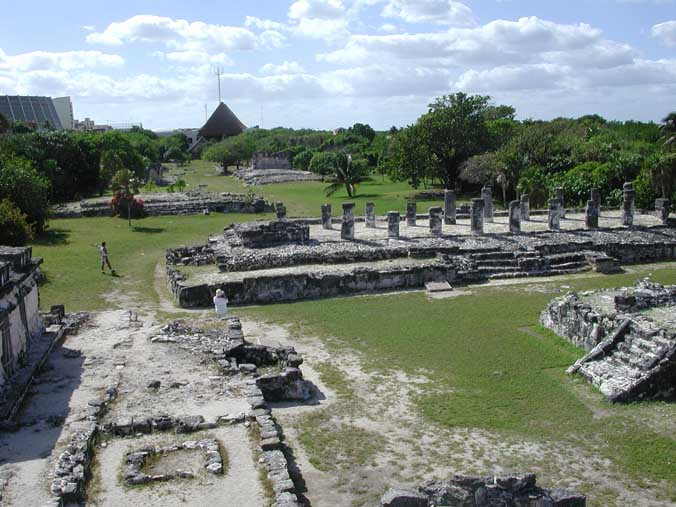
Zona arqueológica El Rey.

En 1994, el gobierno municipal de Benito Juárez lanzó una convocatoria a artistas nacionales e internacionales con el fin de crear un nuevo monumento. La escultora neoyorkina Lorraine Pinto ganó el concurso con la fuente Fantasía Caribeña. Debido a esto, y por su peculiar forma, se le conoce por los cancunenses como la Fuente del Ceviche. Es punto de reunión de los ciudadanos por cualquier motivo de celebración local, estatal, o nacional. 

Placa del monumento
Es curiosa la leyenda que aparece, conservada del monumento original:

Dios y héroe cultural fue Quetzalcóatl. Su memoria es herencia de la que son dueños todos los hombres que creen en la existencia de un mundo y un tiempo de luz.

Monumento a la Historia de MéxicoDiseñado por el escultor cubano Ramón de Lázaro Bencomo, conocido como José Delarra. Inaugurado en 1981 por el presidente de la república, José López Portillo, enaltece la historia nacional a través de grabados de los personajes históricos de máxima relevancia. Debido a su forma, popularmente se le conoció desde su inauguración como Monumento a la Licuadora.
Monumento a José MartíPrimer monumento diseñado por José Delarra fuera de Cuba, en 1978. Alusivo al poeta cubano, los cancunenses le bautizaron con el nombre de monumento Los Plátanos. Cabe mencionar que este famoso artista (fallecido en 2003) tiene diez obras escultóricas en el extranjero: cinco en España, dos más en Cancún, una en Angola y una en República Dominicana.
Fuente de KukulcánFuente que le da su nombre al bulevar principal, consta de seis cabezas de la serpiente emplumada Kukulcán, réplicas de los monumentos de Chichén Itzá, representando al dios del viento de los antiguos mayas. Estas cabezas se orientan hacia los cuatro puntos cardinales, simbolizando de igual forma la importancia que tienen en la cultura maya.
Explanada de la BanderaEl primer izamiento de la monumental asta bandera fue a cargo del presidente Ernesto Zedillo, el 23 de enero de 1998. Ubicada en el kilómetro 5 de la Zona Hotelera, la bandera es tan grande que se puede apreciar su ondear, desde el centro de Cancún, e incluso desde Isla Mujeres. El asta mide 103,7 m, la bandera cuenta con una extensión de 1.424 m² y de 120 kg de peso. La textura de la tela con que se fabricó es similar al que se usa para la confección de los paracaídas.
Palacio MunicipalSede del Poder Ejecutivo Municipal, consta de los diferentes departamentos que componen la cabecera de Benito Juárez. En la placa de la entrada se hace notar que tuvo el honor de contar con la presencia de los Símbolos Nacionales el 5 y 6 de agosto de 1985. En sus instalaciones también se encuentra en funciones la estación de Radio Ayuntamiento 105.9 FM, inaugurada el 25 de noviembre de 1980, por el presidente de la república José López Portillo, acompañado del presidente de República Dominicana, Antonio Guzmán Fernández y el presidente municipal de ese entonces, Felipe Amaro Santana (la placa conmemorativa también está detallada en la entrada principal de palacio). En el frente se halla la plancha de la Plaza de la Reforma, explanada utilizada para actos cívicos, desfiles y ferias locales, utilizando la ilustre figura de Benito Juárez en una estatua.
Parque Ecológico Kabah

Este parque urbano fue creado para proteger a las especies endémicas de Cancún, darles un hogar, y preservar una gran área verde como zona protegida para tal efecto. Se declara como área natural protegida con la categoría de parque urbano el 10 de noviembre de 1995. Es uno de los principales atractivos de este destino para vecinos residentes y turistas, pues en sus 39 ha se pueden observar variadas especies vegetales y animales silvestres, algunos de ellos en peligro de extinción. Se encuentra al suroeste de la ciudad y colinda al norte con la avenida del Bosque, al sur con la Nichupté y al este con la Av. Kabah.
La vegetación que contiene es el remanente de la selva mediana subperennifolia, que existió antes de la construcción de la ciudad. La riqueza de especies para los vertebrados se estimó en 46 especies, de los cuales 3 son anfibios, 10 reptiles, 21 aves y 12 mamíferos.
Para fomentar y reforzar el conocimiento de los recursos naturales, se ofrecen recorridos guiados, actividades ecológicas y talleres de cada uno, adaptado al nivel educativo. El parque cuenta con diversos atractivos, se destaca la casa maya, primera construida en Cancún, donde se hospedaron los promotores y desarrolladores del proyecto Cancún. Esta casa se ha acondicionado como museo histórico en la actualidad. Otros atractivos son el campamento chiclero, el solar maya y el vivero. A lo largo de los senderos se pueden observar las diversas especies de mamíferos, reptiles y aves, entre las que destacan los coatíes (nasua narica), cocodrilos y monos araña. El parque cuenta también con zonas de esparcimiento y juegos infantiles, rodeados de la vegetación y tranquilidad en medio del centro urbano de Cancún. Muchos ciudadanos utilizan el parque para trotar, ir en bicicleta, o simplemente para escapar de la vida en la ciudad por un rato, admirando la flora y fauna del lugar.
Parque nacional Costa Occidental de Isla Mujeres, Punta Cancún y Punta Nizuc
Forma parte de la barrera arrecifal denominada “Gran Cinturón de Arrecifes del Atlántico Occidental” (también conocido como Gran Arrecife Maya y pertenece al Sistema Arrecifal Mesoamericano) considerada como la segunda barrera arrecifal más grande del mundo. El parque marino está dividido en tres polígonos, cada uno se encuentra frente a las costas descritas en el mismo nombre del parque. La formación arrecifal del polígono punta Nizuc se extiende al sur hasta la colindancia del parque nacional Arrecife de Puerto Morelos. A diario se organizan tours en diversas marinas para su exploración submarina. De los tres polígonos que lo conforman, dos se ubican en la zona costera de Cancún:
Polígono 2, Punta Cancún
El segundo polígono se encuentra en el corazón comercial de la zona hotelera cuyo nombre es precisamente Punta Cancún, al norte es posible acceder por playa Caracol y al oriente por playa Chac-Mool y playa Gaviota Azul.
Es en este polígono donde se encuentran los islotes cuyo uso está destinado exclusivamente a la investigación científica, en la zona litoral del polígono predominan las actividades de playa así como el empleo de embarcaciones no motorizadas como kayak, y windsurf. Las actividades más relevantes de este polígono son el buceo autónomo y snorkel por lo que es recomendable acceder por embarcaciones motorizadas desde los clubes náuticos ubicados en las lagunas de Nichupté y Bojórquez a través del canal Sigfrido y canal Nichupté, o bien desde las mismas playas de la zona hotelera. Las áreas arrecifales más conocidas son cuevones, la bandera, barbones, chitales, del lado norte de la punta, y del lado occidente la zapatera, brincos, rejollada, soraya, san Toribio, pozos azules, barracas, el aristos, la pérdida, cristal, pared de Sara, largo y el bajite.
La Armada de México donó y hundió para la formación de arrecifes artificiales el barco cañonero Juan de la Barrera C-55 el 25 de octubre de 2000, y el barco cañonero Anaya C-58 el 28 de mayo de 2000. En septiembre de 2004, el huracán Iván que cruzó por el canal de Yucatán más cercano a la isla de Cuba que a la península, tuvo tanta fuerza de afectación que el cañonero Anaya fue partido por la mitad.
Polígono 3, Punta Nizuc
Se encuentra en la parte sur de la zona hotelera en Punta Nizuc, el acceso terrestre es complicado, por lo que las actividades de playa y deportes no motorizados solo son brindados por prestadores de servicios ubicados en los hoteles de la misma área.
No obstante las barreras arrecifales de la zona son las más visitadas en todo Cancún, la forma más popular de acceder es mediante el uso de embarcaciones motorizadas de una o dos plazas, desde los clubes náuticos ubicados en la laguna Nichupté cruzando por los manglares (“recorrido por la jungla”) y saliendo al océano a través del canal Nizuc, para practicar el snorkel. La práctica de buceo también se realiza en el punto conocido como “la boya de los locos”. Este el polígono del parque es el más cercano al Aeropuerto Internacional de Cancún, se encuentra a tan solo 10 km cruzando la carretera 307.
Zona arqueológica El Meco
La porción del sitio actualmente explorada incluye fundamentalmente a una plaza de clara función ceremonial y política, así como a una serie de estructuras palaciegas y administrativas distribuidas en su entorno. En la plaza, destaca por su monumentalidad y altura la Estructura I, conocida tradicionalmente como El Castillo, que es un basamento de planta cuadrangular y cuatro cuerpos, rematado por un templo de entrada tripartita, que muestra la típica manufactura del estilo Costa Oriental. Las excavaciones de Peter Schmidt, primero, y de Luis Leira más tarde, evidenciaron la existencia de una subestructura conformada por un basamento menor en cuya parte superior se conservó un templo de un solo acceso y arquitectura más modesta. La intervención efectuada entre 1997 y 1998 por Leira, ha permitido exponer una buena parte de la porción posterior de este basamento, así como la excelente conservación del enlucido de estuco que aún le cubre.
Yamil Lu'um
Zona arqueológica maya, se ubica en el km. 12 del bulevar Kukulcán. Es posible acceder por la playa, a través de un hotel, a un costado del templo principal. Ha sido tema de polémica debido a los trabajos de construcción que realiza una cadena hotelera en sus alrededores. El monumento principal se conoce como Templo del Alacrán, y se le da este nombre debido a los restos de una estructura del arácnido que fue encontrada en una de las paredes del templo, el cual se levanta sobre un basamento de paredes verticales con una escalinata de cuatro peldaños limitada por dos alfardas en forma de dado; en la parte superior se construyó una plataforma que sustenta el templo de una sola cámara, a cuyo interior se accede a través de tres claros formados por dos columnas. El techo plano que lo cubrió estuvo conformado por un arquitrabe de madera y una serie de morillos colocados uno muy cerca del otro; los muros muestran una ligera inclinación hacia fuera; el friso queda limitado entre dos cornisas y lo corona un solo plano inclinado. Toda la construcción estuvo estucada y pintada, de lo cual en la actualidad no se conserva algún vestigio. La ubicación cronológica lo sitúa en el periodo Postclásico Tardío (1200-1550)
Zona arqueológica El Rey
Ubicado en el km 18 de la Zona Hotelera, es el asentamiento arqueológico más notable del área isleña de Cancún. La porción explorada, que incluye cuarenta y siete estructuras, corresponde a una zona religiosa y administrativa en la que seguramente se llevaron a cabo importantes ceremonias y vivieron los personajes de mayor estatus en la vida política de esa región. En algunas de las estructuras palaciegas que hoy pueden visitarse, se conservan fragmentos de pintura mural que hacen alusión a dioses y elementos iconográficos relacionados con la vida religiosa de los mayas posclásicos del norte de Quintana Roo.
El nombre original del sitio se desconoce, y solo muy recientemente se le bautizó con el nombre de "El Rey" debido a que en el lugar se descubrió la porción superior de una escultura que representa un rostro humano ornamentado con un elaborado tocado, que seguramente retrata a un personaje de alto rango. Hoy, la cabeza del rey se encuentra resguardada y expuesta, en el museo arqueológico de Cancún.
Museo Maya de Cancún
El Museo Maya de Cancún resguarda una de las colecciones arqueológicas de la cultura maya más significativas de México, pues no solo incluye piezas de la mayor relevancia que fueron encontradas en el Estado de Quintana Roo, sino también una selección de piezas emblemáticas de los sitios mayas de Palenque, Chichén Itzá, y Comalcalco, entre otros yacimientos representados.
Está ubicado en el kilómetro 16.5 del Blvd. Kukulcán, en la Zona Hotelera de Cancún. Su diseño, obra del arquitecto Alberto García Lascurain, es vanguardista. Enfatiza la imagen lineal con muros de celosía en concreto, espacios de aire libre que permiten al visitante disfrutar del clima de Cancún. Fue inaugurado el 2 de noviembre de 2012. Está desplantado en la denominada selva de San Miguelito, a unos cuantos metros de la laguna Nichupté y está integrado al sitio arqueológico de San Miguelito (ciudad maya de 1250-1550 d. C.), que se visita conjuntamente con el recinto museístico, conformando un área total abierta al público de poco más de 80 hectáreas. Las edificaciones del Museo se encuentran a ocho metros de altura e incluyen tres volúmenes de pabellones de exhibición.

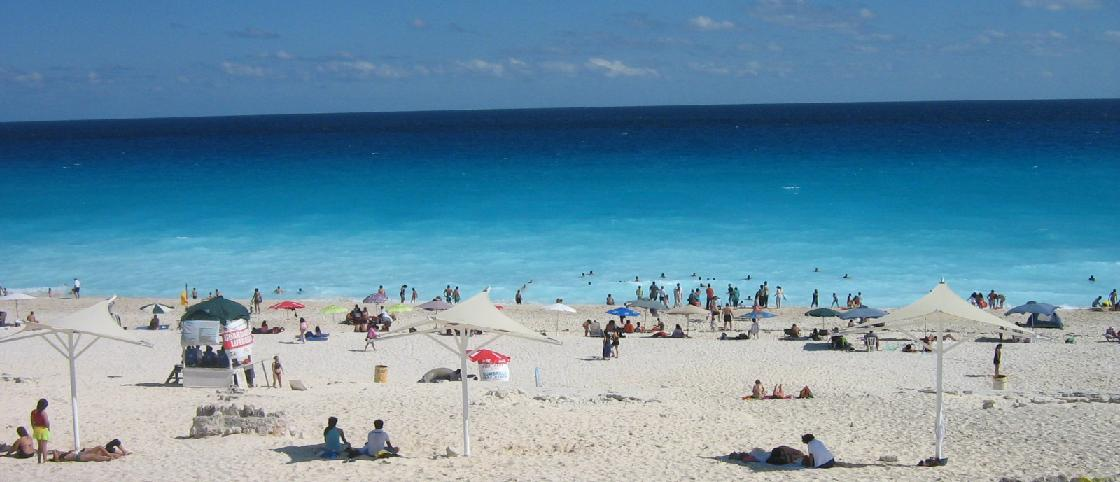
Playa Delfines, o El Mirador, una de las ventanas al mar Caribe que conserva la zona hotelera.

Tanto el Museo como el yacimiento arqueológico son operados por el Instituto Nacional de Antropología e Historia. La visita al recinto incluye el acceso a la zona arqueológica de San Miguelito, que se compone de cuatro conjuntos conformados por estructuras precolombinas, con un basamento remodelado durante la época prehispánica, donde se preservan restos de un templo. El complejo ha logrado integrar la vegetación original de San Miguelito con las áreas ajardinadas del Museo por lo que el visitante puede realizar un recorrido integral y altamente gratificante.
El Mirador
Así se le conoce también a Playa Delfines. Como su nombre lo dice, constituye una de las vistas más importantes y espectaculares del Mar Caribe en Cancún. Tanto de día como de noche, es lugar de reunión frecuente de los cancunenses. Por el lado este, se observa el océano, y por el oeste, una panorámica de la laguna Nichupté y parte de la zona arqueológica el Rey.

## Gobierno
El gobierno municipal está conformado por un alcalde o presidente municipal electo por votación popular, que a su vez divide el gobierno en Presidencia y Cabildo, compuesto de 15 regidurías con personas que el propio alcalde elige, que son departamentos en los que se apoya para cumplir las diversas funciones de gobierno. Como cabecera municipal, Cancún alberga en su palacio municipal la sede del Poder Ejecutivo de Benito Juárez.
Presidencia Municipal
- Presidente Municipal de Benito Juárez
- Secretario Particular de la Presidencia Municipal
- Secretaría Técnica
- Dirección de comunicación social
- Coordinación General de Asesores
- Unidad de Vinculación con Organismos Descentralizados
- Secretario Privado de la Presidencia Municipal
- Presidencia del DIF
- Dirección del DIF
- Dirección de Gestión Social
- Dirección de Fondo y Desarrollo Turístico
- Dirección de Radio Cultural Ayuntamiento
- Dirección del Instituto Municipal de la Mujer
- Dirección del Instituto Municipal del Deporte
- Dirección del Instituto de Planeación para el Desarrollo Urbano Municipal
- Dirección de Estadística e Informática de la Secretaría Técnica
- Dirección de Seguimiento de Acuerdos de la Secretaría Técnica
- Dirección de Vinculación Interinstitucional de la Secretaría Técnica
- Unidad de Vinculación de Transparencia y Acceso a la Información Pública
- Dirección del Instituto para la Cultura y las Artes

Cabildo
- Sindico Municipal - Hacienda, Patrimonio y Cuenta
- Primer Regidor - Desarrollo Social y Participación Ciudadana
- Segundo Regidor - Obras y Servicios Públicos
- Tercer Regidor - Mejora Regulatoria
- Cuarto Regidor - Planeación y Desarrollo
- Quinto Regidor - Seguridad Pública, Tránsito y Bomberos
- Sexto Regidor - Turismo y Ecología
- Séptimo Regidor - Educación, Cultura y Deporte
- Octavo Regidor - Industria, Comercio y Asuntos Agropecuarios
- Noveno Regidor - Salud y Asistencia Social
- Décimo Regidor - Desarrollo Urbano
- Decimoprimer Regidor - Reglamentación Municipal
- Décimo Segundo Regidor - Espectáculos y Diversiones
- Decimotercer Regidor - Trabajo y Previsión Social
- Décimo Cuarto Regidor - Equidad y Género
- Décimo Quinto Regidor - Asistencia Social a Grupos Vulnerables

## Economía

### Turismo
El sector turístico es la principal fuente de ingresos a la ciudad y al municipio, lo que convierte en motor de la economía de Benito Juárez:
- En Cancún existen 181 hoteles con 35.023 habitaciones y 543 restaurantes. (dic 2015).
- 3.004.802 visitantes fueron a Cancún en 2007, en un promedio de 190 vuelos diarios (dic 2009).
- 2.761.400 visitantes fueron a Cancún en 2013 siendo la ciudad 63 con más turistas internacionales.
- De todos los turistas que visitan a Cancún, el 49.6 % proceden de México, el segundo lugar corresponde a Estados Unidos con 35.7 %.[45]
- La derrama económica anual en Cancún por concepto de turismo es 3.072.210 millones de dólares. (enero-diciembre de 2007).
- El gasto promedio por visitante anual solo en Cancún es 1.028,84 dólares. (enero-diciembre de 2007).
- La mayoría de los hoteles ofrecen paquetes de todo incluido, para mantenerlos en esta área, permitiendo que los precios se eleven. Por lo general cuentan con sus propios servicios de Marina (deportes y entretenimiento acuático) buceo, snorkel, alimentos y bebidas en general.
- Cancún cuenta con la más variada diversión nocturna, más de 10 discotecas, se agrupan en un área conocida como Party Center, en el corazón de la Zona Hotelera.
- Es el principal destino turístico del Caribe y de toda América Latina, superando a Brasil, Punta Cana (República Dominicana), Puerto Rico, Bahamas o Buenos Aires (Argentina), con 10 millones de turistas realizando viajes a Cancún cada año.[46]
- El turismo también es incentivado por los propios habitantes de Cancún de manera local. Los cancunenses tienen la oportunidad de disfrutar de los llamados "day-pass" en los hoteles que los ofrecen, a precios mucho más bajos y que son exclusivos para la población local.[47] Los cancunenses también disfrutan de descuentos en casi todo tipo de actividades turísticas, simplemente por ser habitantes del municipio.[48]

#### Centros de Convenciones
Cancún International Convention Center | Cancún ICC es el recinto más grande de la localidad, con 14.200 m²  de espacio para eventos, cuenta con el soporte técnico más moderno del país para realizar eventos de cualquier tipo, desde un desayuno ejecutivo, una boda, una convención o congreso, hasta obras de teatro y conciertos musicales. Está ubicado en el corazón de la zona hotelera en Punta Cancún, a tan solo 20 minutos del Aeropuerto Internacional de Cancún.

#### Campo de Golf Pok Ta Pok
El Club de Golf Pok ta Pok fue diseñado en 1976 por Robert Trent Jones. Este club no solo es el más antiguo sino también el más prestigiado entre los campos de golf de Cancún. El campo de golf se ubica a lo largo de la Isla Cancún, con sus 18 hoyos, par 72. A lo largo de cuatro kilómetros (del km 6 al 9) puede contemplarse el campo mientras se recorre por el bulevar Kukulcán a pie o en vehículo.

#### Plazas comerciales
Sin duda constituyen un atractivo turístico para los visitantes y locales, debido a las atracciones que contiene cada una de ellas, además de las compras. En la zona hotelera se encuentran tres plazas principales (La Isla, Plaza Kukulkan y Plaza Caracol), que ofrecen cualquier tipo de artículos y servicios, además de acuario, restaurantes y tiendas departamentales de prestigio.
En la zona centro(urbana) se encuentran diversas plazas la mayoría en su interior con tiendas departamentales y tiendas de autoservicios boutiques y variedades. Entre las plazas más reconocidas y visitadas se encuentran Plaza las Américas, Plaza Cancún Mall (Plaza las Américas II), Plaza las tiendas (antes Plaza cancún 2000), Gran Plaza, Plaza Outlet (antes Plaza Paseos Cancún) entre otras pequeñas plazas comerciales y turísticas en la zona urbana.

### Organismos reguladores del turismo

#### Asociación de Hoteles de Cancún
Es una entidad privada, y fue creada para promocionar la ciudad y marca de Cancún y participar con competitividad dentro de los mercados turísticos tanto nacionales, como internacionales. Es también una institución que representa a la hotelería organizada ante las instancias locales, nacionales e internacionales. Su afiliación actual incluye a más de 100 hoteles, con alrededor de 25 000 habitaciones, además de tener un capítulo especial de Miembros Aliados, conformado por 46 empresas de servicios afines.

#### CANIRAC
La Cámara Nacional de la Industria de Restaurantes y Alimentos Condimentados (CANIRAC) es una organización empresarial, de carácter nacional, que representa, integra, educa, promueve y defiende los intereses y derechos de los establecimientos que preparan y venden alimentos para impulsar el desarrollo de la Industria mediante la interlocución con el Gobierno y demás sectores, brindando diversos servicios de interés general.

#### OVC

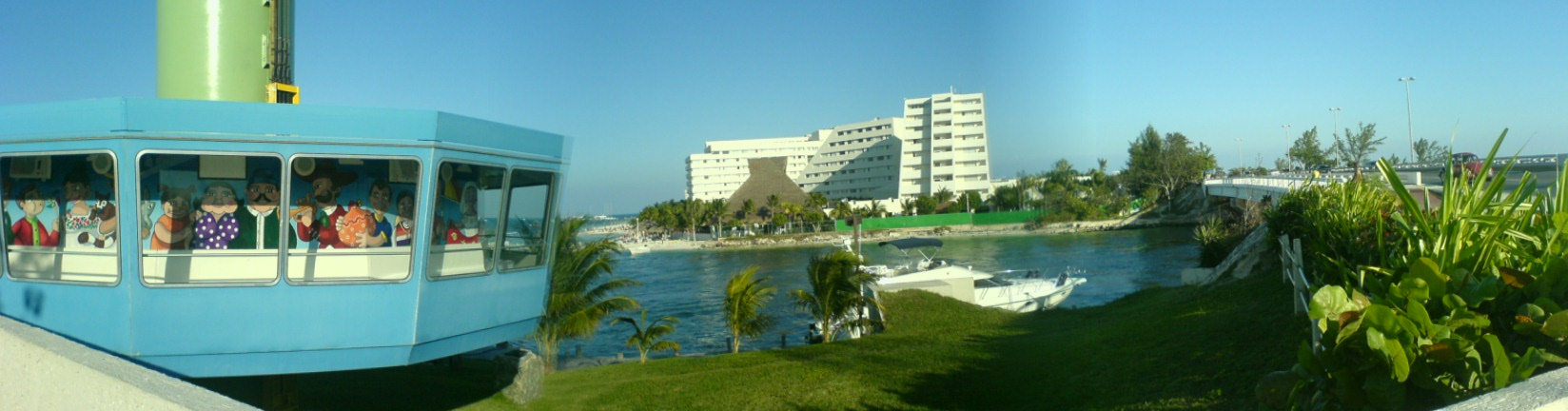
Panorámica del Puente Calinda, uno de los principales muelles y embarcaderos turísticos, a un costado, la cabina de la Torre Escénica Cancún, de 100 metros de altura, donde se puede apreciar gran parte de Isla Cancún desde las alturas. Zona Hotelera, kilómetro 4.

La función principal de la Oficina de Visitantes y Convenciones de Cancún (OVC), es el promover a Cancún y mantener la imagen como el mejor destino turístico de Latinoamérica, así mismo, funge como enlace entre la iniciativa privada y el sector turístico internacional para el cierre de negociaciones que permitan el desarrollo del destino. Se trata de un organismo No lucrativo, conformado por un Comité Técnico del Fideicomiso (socios de destino) que mantienen una búsqueda continua de alternativas de clientes potenciales para el destino a través de cámaras, asociaciones, sociedades públicas, privadas nacionales e internacionales. Apoya e impulsa el proceso de marketing, ventas, servicios y alianzas estratégicas para el desarrollo y posicionamiento del destino.

### Otras actividades económicas
Si bien el turismo es la base económica de la ciudad, el sector pesquero es otra actividad importante, debido al litoral que Cancún posee. La pesca se concentra en la zona de Puerto Juárez, que está clasificado como puerto medianamente equipado. Tiene un centro de recepción con capacidad de 1-10 ton/día. El cambio de divisas se genera a partir de la intensa actividad turística, pues a lo largo del bulevar Kukulcán y en el centro de la ciudad se ofrece este servicio en diferentes casas de cambio. El comercio se concentra en las plazas y en el centro de la ciudad, así como en los mercados de los suburbios.

## Deportes
A partir de 2007, la ciudad de Cancún se ha convertido en sede de tres equipos profesionales:
| Equipo                 | Deporte          | Liga                       | Estadio                              |
| ---------------------- | ---------------- | -------------------------- | ------------------------------------ |
| Tigres de Quintana Roo | Béisbol          | Liga Mexicana de Béisbol   | Estadio Beto Ávila                   |
| Cancún FC              | Fútbol           | Liga de Expansión Mx       | Estadio Olímpico Andrés Quintana Roo |
| Leones Anáhuac Cancún  | Fútbol americano | ONEFA                      | Universidad Anáhuac Cancún           |
| Pioneros de Cancún     | Fútbol           | Segunda División de México | Estadio Cancún 86                    |

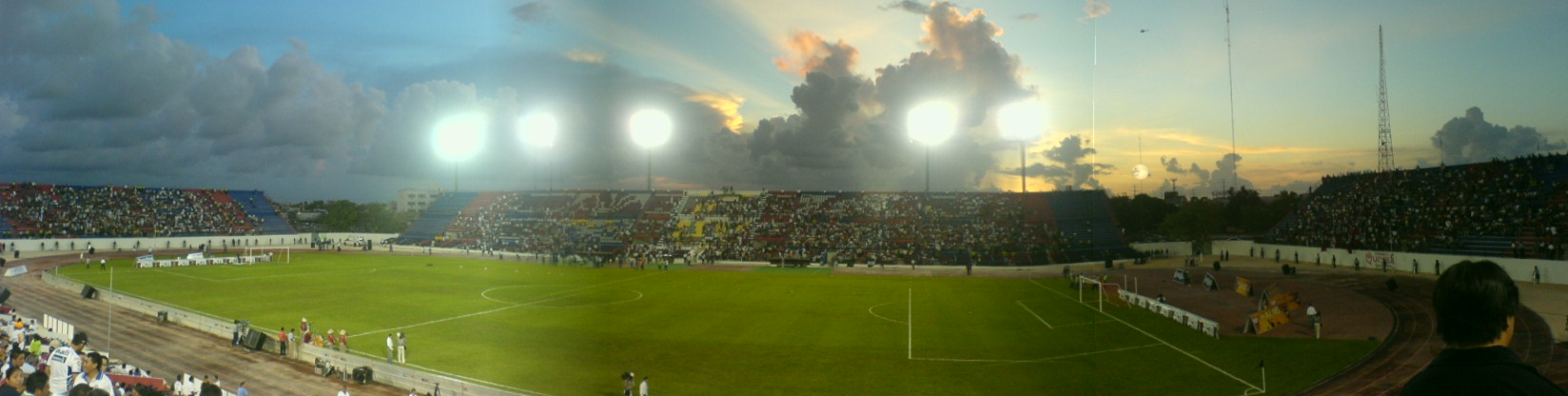
Estadio Andrés Quintana Roo.

- El Club Deportivo y Social Pioneros de Cancún, perteneciente a la Segunda División de Fútbol en México, tuvo una excelente temporada en 2012 y 2013 logrando colocarse como superlíder de la Liga de Nuevos Talentos, siendo el equipo invicto ganándose un lugar en la final por la lucha al ascenso a la Liga Premier el 11 de mayo de 2013.
- Pioneros de Cancún es el nuevo monarca de la Liga de Nuevos Talentos (LNT) de la Segunda División Profesional, tras vencer en el partido de vuelta 3-1 a Santos de Soledad (Atlético San Luis) y obtuvo el medio boleto para disputar el ascenso a la Liga Premier la siguiente temporada; en caso de repetir el título el ascenso sería de forma automática.[53]
- Es importante señalar que en el caso del equipo Atlante, por primera vez se jugó una liga de Primera División de fútbol profesional en Cancún, y en el mismo primer torneo, se jugó la primera final el 9 de diciembre de 2007, consiguiendo este equipo su tercer campeonato en la historia frente a los Pumas de la UNAM, y el primero para Cancún Actualmente Equipo de Ascenso MX.

- Cancún cuenta con una plaza de toros techada con aforo para 5500 personas, donde se realizan corridas, espectáculos ecuestres y bailes típicos mexicanos todos los miércoles. También se utiliza para espectáculos diversos, como lucha libre y conciertos. El 8 de marzo de 2008 se llevó a cabo la primera pelea de campeonato mundial de peso completo del Consejo Mundial de Boxeo (CMB) en suelo mexicano, entre el ruso Oleg Maskaev y el nigeriano Samuel Peter.[54]

- Se han celebrado dos campeonatos Mundiales de Triatlón; en 2002 y en 1995.

## Educación
Cancún es una ciudad que cuenta con una gran cantidad de escuelas de educación básica: primarias (curso de seis años escolares) y secundarias (curso de tres años escolares) ubicadas en muchos puntos de la región. La mayoría de estas escuelas pertenecen al gobierno federal y para las personas con mayores ingresos existen escuelas privadas con diversos programas educativos en los cuales se incluyen pre-maternal, kinder, primaria y hasta preparatoria.
Sin embargo, debido al enorme crecimiento de la población, año con año hay un gran porcentaje de jóvenes que se quedan sin la posibilidad de inscribirse en escuelas públicas. Es esta una de las razones de la existencia de tantas escuelas privadas.

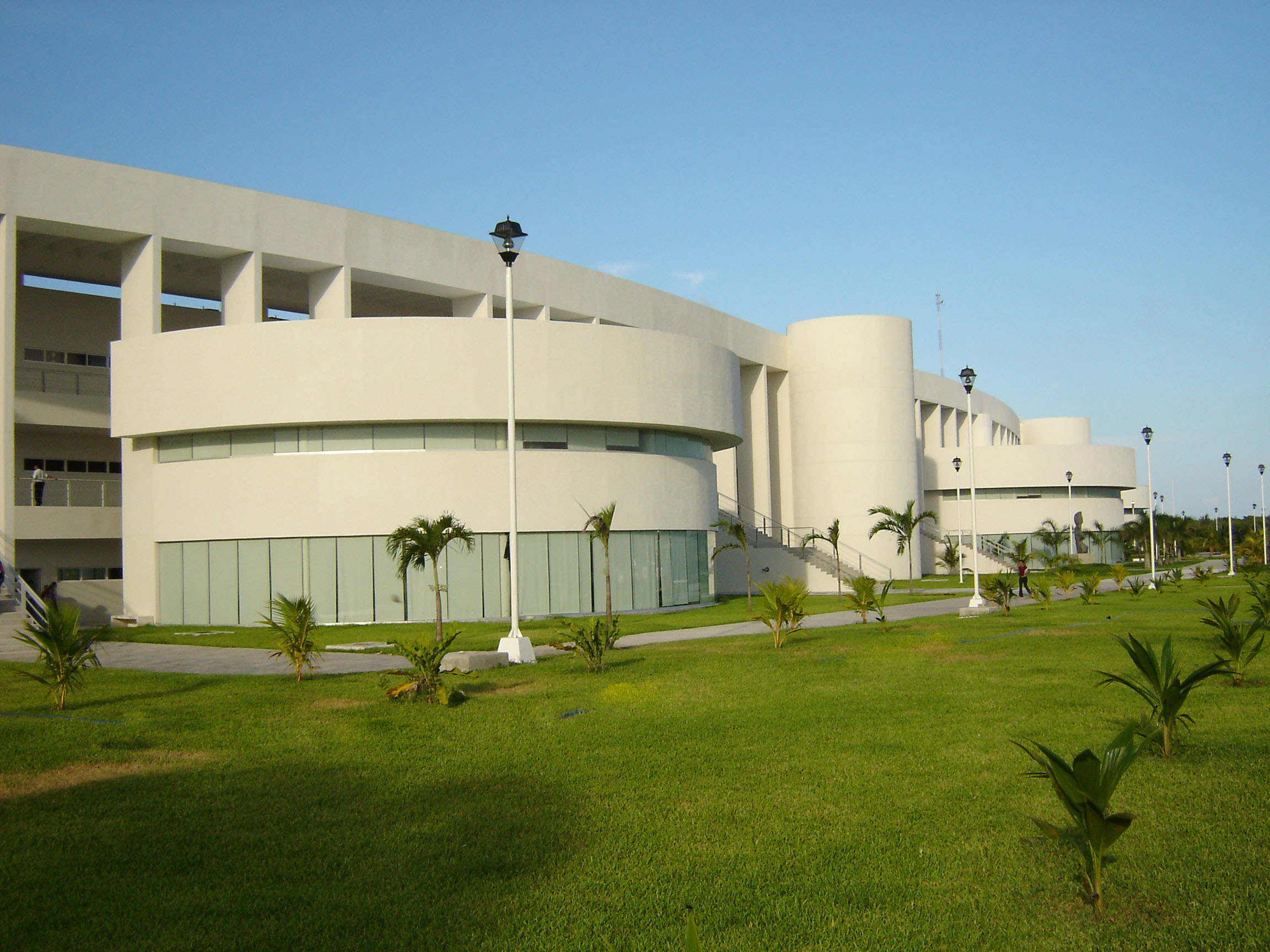
Edificios administrativos de la Universidad del Caribe, en su interior se inauguró en mayo de 2008 una de las más grandes bibliotecas de Cancún, la Antonio Enríquez Savignac

### Nivel medio superior
En cuanto a estudios de nivel medio superior (cursos de seis semestres escolares), Cancún tiene preparatorias que cuentan con el apoyo del gobierno federal y también existen escuelas con enseñanza abierta. A continuación se mencionan las federales:
- Sistema de Nivel Superior:
- Colegio Nacional de Educación Profesional Técnica del Estado de Quintana Roo (CONALEP Plantel Cancún I, II y III)
- Colegio de Estudios Científicos y Tecnológicos Del Estado (CECYTE Plantel Cancún I, II, III y IV) y plantel Leona Vicario
- Centro de Bachillerato Tecnológico Industrial y de Servicios del Estado de Quintana Roo (CBTIS no.111) y sede de la Dirección General de Educación Tecnológica e Industrial.(DGTI)
- Colegio de Bachilleres del Estado de Quintana Roo (COBACH - BACHILLERES Cancún I, II, III y IV)
- Enseñanza Abierta:
- Centro de Servicios Académicos Integrales (CSAI CANCÚN) (del sistema de Colegio de Bachilleres)
- Centro de Enseñanza Abierta (CEA CANCÚN)
- Escuela de Puericultura del Sureste
- Modern Academy Cancún
- Colegio Boston
- Colegio Regional de México
- Global Academy
- Lowry School

### Nivel superior
A continuación se mencionan las universidades que existen en Cancún. Dependiendo de la licenciatura o carrera, pueden durar desde 8 a 10 semestres escolares o en su caso 9 Cuatrimestres:
- Apoyadas por el Gobierno Federal
  - Universidad Tecnológica de Cancún
  - Universidad del Caribe
  - Instituto Tecnológico de Cancún
  - Universidad de Quintana Roo, Unidad Académica Cancún.
  - Universidad Politécnica de Quintana Roo.

- Universidades privadas
  - Escuela Superior de Estudios Creativos
  - Universidad La Salle Cancún
  - Universidad TecMilenio
  - Universidad Interamericana para el Desarrollo] (UNID)
  - Universidad Valle del Grijalva (UVG Cancún)
  - Escuela Superior de Leyes
  - Universidad de Oriente Cancún
  - Universidad Maya de las Américas
  - Universidad Azteca
  - Instituto de Estudios Superiores de la Comunicación (IESCAC)
  - Universidad Humanitas
  - Universidad del Sur (US)
  - Universidad Latinoamericana del Caribe
  - Universidad Anáhuac Cancún
  - Universidad Henbord
  - Universidad Maya Campus Cancún
  - Universidad Hartmann
  - Universidad Aztlán
  - Tecnológico Universitario Cancún

## Cultura

### Casa de la cultura
Existen en Cancún tres infraestructuras públicas dedicadas a la cultura : el Teatro Ocho de Octubre, el Centro Cultural de las Artes de Cancún, y la Casa de la Cultura de Cancún. Fundada en 1994, la Casa de la Cultura de Cancún es la infraestructura pública cultural más importante de las tres mencionadas. Entre sus actividades destacan la promoción y la difusión de las manifestaciones culturales y artísticas de la comunidad, así como la preservación del patrimonio tangible e intangible del municipio. Antes de la contingencia sanitaria ocasionada por el virus SARS-Cov2, la Casa de la Cultura contaba con un total de 37 talleres y 29 maestros y ofrecía una serie de distintas actividades cotidianas como los lunes de cine, los martes al aire libre, los jueves de concierto y los sábados de teatro, foros de poesía, cuento y canción, exposiciones de pintura, caravanas culturales, presentaciones ocasionales de libros de autores locales y estatales, entre otras actividades. Sin embargo, la riqueza en términos de economía y PIB que representa el Estado de Quintana Roo para la Federación de Estados mexicanos, en particular gracias a Cancún y la Riviera Maya, no se ve reflejada en la evolución y el mejoramiento de este tipo de estructuras públicas dedicadas a la cultura y al desarrollo humano de Cancún. En efecto, desde su fundación hasta la actualidad (2021), tanto el edificio como las actividades de La Casa de la Cultura de Cancún han evolucionado poco, debido al mínimo aporte por parte del Estado. La Casa de la Cultura ofrece ciertamente acceso a una de las cuantas bibliotecas públicas de Cancún, sin embargo su acervo es extremadamente pobre, como es el caso de las demás bibliotecas de Cancún.

### Revistas culturales
En Cancún se publica desde 1998, aunque de manera intermitente, la revista cultural Tropo a la uña. Hoy día se encuentra en su tercera etapa, continuando con su propósito de difundir la obra de los artistas locales, tanto poetas como prosistas, ensayistas, artistas plásticos, fotógrafos, etc, aunque también ha cedido sus páginas a prestigiosas firmas nacionales e incluso internacionales.

### Asociación de pioneros de Cancún
Organización no gubernamental cuyo objetivo principal es conservar y fomentar las raíces de la fundación de Cancún, así como divulgar los hechos históricos relevantes, buscando una identidad cancunense que se dificulta debido a la diversidad de culturas y personas que habitan en la ciudad. La Asociación se reúne en diferentes ocasiones a lo largo del año, y las opiniones de los miembros son apreciadas por la sociedad cancunense. Gran parte de la historia y contribuciones se dan a través de la revista de publicación mensual Pioneros, pasado y presente de Quintana Roo.

### Festival Internacional de Cine Cancún Riviera Maya
El 1.er Festival Internacional de Cine Cancún Riviera Maya se celebró del 17 al 23 de noviembre de 2007 en las sedes Cancún, Playa del Carmen y otros puntos de la Riviera Maya. Bajo el lema ecología de almas el festival promueve la exhibición cinematográfica, la producción audiovisual y la formación profesional de los jóvenes a partir de una visión particular: el descubrimiento de nuevos talentos, con especial atención a México e Iberoamérica, el crecimiento artístico del sureste mexicano y el desarrollo sustentable, con beneficio directo para Cancún. El festival contribuye a enriquecer la imagen internacional de Quintana Roo y el nuevo turismo de la región. Favorece el crecimiento social de la zona y estimula los lazos entre la comunidad cinematográfica del Caribe y Latinoamérica. En su programa se destaca la presentación de óperas primas, documentales y cortometrajes. En el año 2008 se celebró el 3 y 9 de noviembre.

### Vida nocturna
La ciudad de Cancún es famosa por su animada vida nocturna. La zona principal donde se concentran los más grandes centros nocturnos es su Zona Hotelera en el famoso "Party Center", donde también se encuentran la mayoría de los restaurantes y bares más famosos y concurridos de la ciudad como por ejemplo: Coco Bongo, Dady O, Mandala y The City siendo los más populares. 
En la zona centro también existen áreas de entretenimiento nocturno, especialmente en torno a la Avenida Yaxchilán, se trata de sitios más pequeños y menos bulliciosos que en la Zona Hotelera, pero igualmente animados donde se concentra la población local, recomendables para quienes quieran interactuar. 
Cancún ha crecido mucho desde su fundación, y en lo que es considerado "nuevo cancún" (supermanzana 17 y 18 en el centro de la ciudad) también se han desarrollado nuevos lugares de recreación nocturna. Especialmente sobre la Avenida Bonampak en la ahora Plaza Península. Decorada principalmente con ónix, es una plaza muy activa con restaurantes, cafés, tiendas, y bares que vale la pena visitar o Plaza Las Américas-Malecón Américas Cancún en donde se encuentran no solo las tiendas de la principal plaza comercial de la ciudad sino, restaurantes, tiendas de prestigio.
Actualmente, la Av. Nader es el nuevo punto de moda en el que gente local goza de salir a restaurantes y bares, se le compara y se dice que está creciendo para convertirse en una zona conocida como  "La Condesa"  en la capital del país. Esta zona se caracteriza por la remodelación de casas antiguas, las primeras casas construidas en Cancún, adecuándolas en bares o restaurantes que ofrecen tanto diseño como el producto de moda.

### Carnavales
Durante el mes de febrero inicia la temporada de carnavales de la región. Mérida, Campeche, Cozumel, Isla Mujeres y Cancún se llenan de color en una fiesta colmada de eventos musicales, culturales, artesanales y gastronómicos. En Cancún diversos sectores de la sociedad en coordinación con el ayuntamiento local participan con la presentación de vistosas caravanas que recorren las principales avenidas de la ciudad y en el concurso para seleccionar a la reina y rey feo del carnaval. Aunque falta mucho por hacer, cada año son más los participantes y público asistente, tanto residentes como visitantes nacionales y extranjeros, que se unen a esta celebración, lo que hace que en un futuro no muy lejano, hará de este festival de alegría, uno de los más importantes y reconocidos del Caribe.

### Miss Universo
El 23 de mayo de 1989 se celebró por segunda vez en México y por primera vez en Cancún el certamen Miss Universo 1989, que se llevó a cabo en el Hotel Fiesta Americana Condesa donde 76 concursantes compitieron por la corona, que Angela Visser de los Países Bajos ganó.

## Problemas actuales

### Suicidios
Cancún comparte con Guadalajara el primer sitio entre las ciudades con mayor incidencia de suicidios en México y ha llevado a Quintana Roo al segundo lugar entre las entidades del país, solo detrás de Jalisco. Cancún alcanzó 106 suicidios en 2007, casi un 60 % de los 183 de Quintana Roo en ese año en el que pasó del octavo al segundo sitio dentro de la estadística de estados. 22 fueron cometidos por jóvenes no mayores de 22 años. 
La descomposición familiar motiva a los jóvenes cancunenses a quitarse la vida, así como la falta de comunicación, problemas de embarazos no deseados o de drogadicción. Incluso la depresión y el estrés de trabajar en sitios turísticos lujosos y por otro lado vivir en condiciones de pobreza, ha sido también un factor importante en la motivación de suicidios. 
De la misma manera, muchos de los jóvenes que se suicidan lo hacen en la soledad de sus hogares. De aquellos entre los cuales la depresión es el motivo principal que los orilla a tomar esta decisión, un gran porcentaje se encuentra en dicho estado anímico debido al abandono familiar en el que se hallan, al estar lejos de sus familias.

### Problemas del medio ambiente

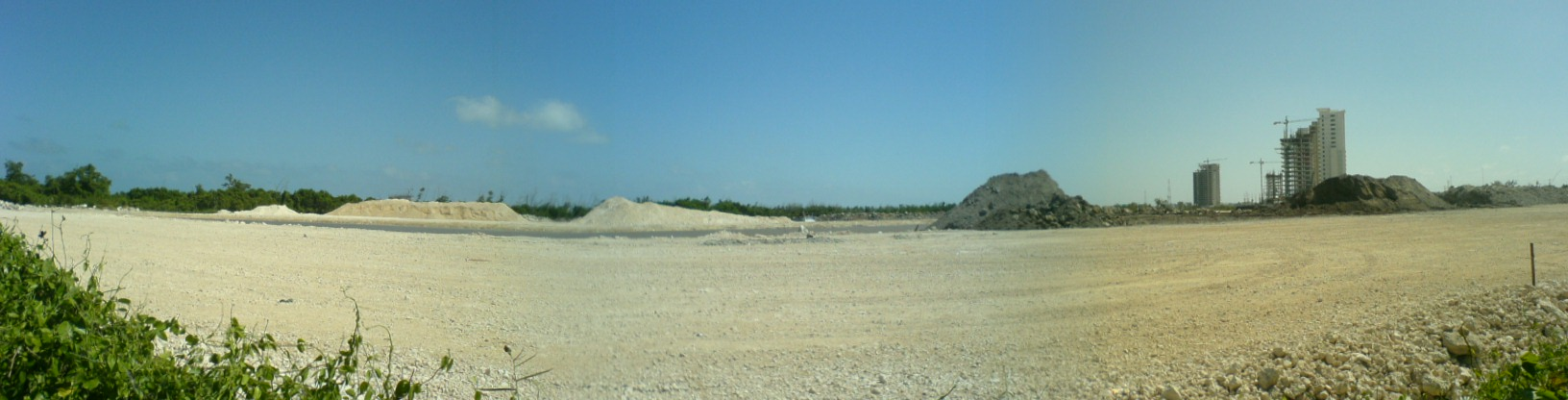
Puerto Cancún en construcción.

Contaminación del sistema lagunar Nichupté
En la actualidad, muchas partes de la laguna están seriamente contaminadas y despiden olores fétidos derivados de la podredumbre de plantas y descarga de aguas negras por parte de las construcciones que se siguen efectuando a lo largo de Isla Cancún, y de los mismos hoteles y plazas comerciales. Desde la edificación de los primeros hoteles en la zona hotelera, se construyeron plantas de tratamiento de aguas residuales en la isla al lado de la laguna, y los conductos de evacuación de aguas pluviales se construyeron para verterse sobre la laguna. Pero recientemente se descubrió que algunos hoteles y centros comerciales conectaban sus conductos de evacuación de aguas residuales a los conductos de evacuación de aguas de lluvia.
El mismo procedimiento delictivo fue practicado por otros cuyas instalaciones de tratamiento de aguas residuales resultaron insuficientes y que también dirigieron las aguas servidas a los conductos de aguas de lluvia. Alrededor del 81% de la superficie de la isla ha sido impermeabilizada o pavimentada lo que impide la penetración del agua de lluvia en el suelo. De modo que esa misma agua al escurrir acarrea consigo metales pesados, productos del petróleo, aceites de motor y otros compuestos químicos solubles o insolubles a la laguna.
El polémico Puerto Cancún
Puerto Cancún, que se edifica sobre casi 300 hectáreas e incluye la construcción de, por lo menos, ocho hoteles de lujo, condominios, comercios, cines y una marina para el atraque de 300 embarcaciones, se ha visto envuelto en una serie de irregularidades, tanto en su estructura como en el impacto ecológico que hoy representa para la ciudad y la gente que vive en sus proximidades. El 28 de diciembre de 2006, fue detenido por el FBI y recluido en una cárcel de Chicago, Michael Eugene Kelly, principal accionista del magno complejo. Al proyecto se opusieron los grupos ecologistas, en especial de Quintana Roo, porque afectaba varias hectáreas de manglar y expandía al extremo la zona hotelera, ya de por sí saturada y con la competencia de la Riviera Maya. Era mejor consolidar Cancún y evitar más polarización social y económica. Pero las instancias gubernamentales no escucharon éstas ni otras razones y dieron a Kelly carta blanca para su multimillonario proyecto en dólares, en el que también participan los grupos mexicanos GICSA y Hansa Urbana, entre otros.
Actualmente, la zona ha sido deforestada, se ha acabado casi con el 100 % del manglar en el área, se ha aplanado el suelo con sascab (tierra blanca de la zona utilizada para construcciones), se levantaron edificios, y se trastornó el hábitat de distintas especies (entre ellas el coatí nasua narica), desplazando la fauna silvestre de manera permanente. El área que rodea a las construcciones, unidades habitacionales, sufren de contaminación acústica por el ruido de la maquinaria, y gracias al aplanado de sascab, se levantan auténticas polvaredas que llenan de gruesas capas de tierra y polvo incluso el interior de los hogares.

### Tajamar, Malecón Cancún y Puerto Cancún
Ubicados en la ciudad y actualmente por terminar varios proyectos. Se recibe aviso de que un juzgado de Distrito levantó la suspensión provisional otorgado a un grupo de ciudadanos contra los trabajos de desmonte. De acuerdo con el boletín, se destacó que el fondo Nacional de Fomento al Turismo (fonatur), obtuvo en 2005 de la Dirección General de impacto y riesgo Ambiental (Dgira) la secretaría de medio ambiente y recursos naturales (Semarnat), La manifestación de impacto ambiental (MIA), la cual está vigente y le permite realizar trabajos en dicha área.

### Seguridad
Cancún es una ciudad en la que se han registrados hechos violentos relacionados con el narcotráfico. Entre 2016 y 2019 se registraron 76 asesinatos, en 2016 la cifra fue más de 1000 asesinatos y al menos 143 durante 2017 la gran mayoría relacionados con el narcotráfico en el núcleo urbano y, al menos en 2016, 2017 y 2018, episodios violentos con armas de fuego en la denominada zona hotelera.
Incluso este problema de inseguridad ha pasado factura al sector de turismo en Cancún en lo que va de 2019. Guadalajara, Ciudad de México, Los Cabos, Monterrey, y Puerto Vallarta, fueron los destinos con mayor aumento en el volumen de turismo extranjero durante el primer semestre de 2019. En contraste Cancún, uno de los principales polos turísticos de la nación, sólo tuvo un incremento de pasajeros del aeropuerto del 0.5 por ciento.

## Relaciones internacionales

### Consulados
Actualmente la ciudad alberga 26 consulados que representan a diversos países, 22 consulados honorarios, 3 agencias consulares y 1 oficina consular.
- Consulado Honorario de Alemania
- Consulado Honorario de Argentina
- Consulado Honorario de Bélgica
- Consulado Honorario de Brasil
- Agencia Consular de Canadá
- Consulado Honorario de Chile
- Consulado Honorario de Chipre
- Oficina Consular de Cuba
- Consulado Honorario de Dinamarca
- Consulado Honorario de España
- Consulado Honorario de Eslovaquia
- Agencia Consular Norte de Estados Unidos
- Agencia Consular Sur de Estados Unidos
- Consulado Honorario de Finlandia
- Consulado Honorario de Francia
- Consulado Honorario de Hungría
- Consulado Honorario de Irlanda
- Consulado Honorario de Italia
- Consulado Honorario de Noruega
- Consulado Honorario de Países Bajos
- Consulado Honorario de Polonia
- Consulado Honorario de Portugal
- Consulado Honorario de Reino Unido
- Consulado Honorario de República Dominicana
- Consulado Honorario de Sudáfrica
- Consulado Honorario de Suecia
- Consulado Honorario de Suiza

### Ciudades hermanas
Las ciudades hermanas de Cancún son las siguientes:
- Oaxaca de Juárez, México desde diciembre de 1993.[63][64][65]
- Granadilla de Abona, España desde agosto de 1998.[63][64]
- Santa Cruz de Tenerife, España (1998)
- Mar de Plata, Argentina desde el 10 de mayo de 2000.[63][64][66][67][68][69][70][71][72][73]
- San Pedro Tlaquepaque, México desde 2001.[63][64]
- Antigua Guatemala, Guatemala desde el 10 de octubre de 2002.[63][64][65][66]
- Puebla de Zaragoza, México desde diciembre de 2002.[63][64][65]
- Wichita, Estados Unidos; desde el 13 de enero de 2003.[63][74][64][65][66]
- Tijuana, México desde mayo de 2003.[63][64][65]
- Timișoara, Rumania (2004)[66]
- Taxco de Alarcón, México desde abril de 2006.[63][64][65]
- Hangzhou, China desde el 17 de octubre de 2008.[63][64][75]
- Pharr, Estados Unidos desde el 15 de julio de 2009.[63][64][66]
- Mission, Estados Unidos desde el 17 de julio de 2009.[63][64][66]
- Valle de Bravo, México enero de 2010.[63][64]
- Playa Grande, Guatemala desde 18 de marzo de 2010.[76]
- Teotihuacán de Arista, México desde el 24 de marzo de 2010.[77]
- Sanya, China desde julio de 2010.[63][64][78]
- Hainan, China (2011)[79][80][81]
- Pátzcuaro, México (2012)[82]
- Emiliano Zapata, México (2012)[83]
- Ciudad de México, México (2012)[84]
- Tequila, México (2012)[85][86][87]
- Punta del Este, Uruguay desde diciembre de 2014.[63][64][65]
- Tuxtla Gutiérrez, México desde el 1 de agosto de 2017.[63][64][88]
- Santiago de Querétaro, México desde el 22 de julio de 2019.[89]
- Medellín, Colombia (2019)[90]
- Ensenada, México (2021)[91][92]
- Mérida, México (2021)[91][93]
- Tecamac, México (2022)[94]
- Ceccano, Italia.[65]
- Varadero, Cuba.[65]
- Honolulu, Estados Unidos[95]
- Xalapa, México[96]
- Tuxtla Chico, México
- San Cristóbal de las Casas, México
- Córdoba, México
- Cozumel, México

| Predecesor: Copenhague | Sede de las Conferencias de las Naciones Unidas sobre el cambio climático 2010 | Sucesor: Durban |